# Gotthardský průsmyk
Gotthardský průsmyk (německy Gotthardpass, italsky Passo del San Gottardo) byl od středověku až do výstavby železničních a dálničních tunelů jednou z důležitých severojižních spojnic přes Alpy. Gotthardská osa je název pro dopravní osu, která je dodnes v Evropě důležitá a vede severojižním směrem přes masiv Gotthard nebo pod ním. Gotthardský průsmyk je jedním z přímých dopravních spojení přes centrální Alpy, které překonává pouze horský hřeben. Z tohoto důvodu má Gotthardská osa – na rozdíl od samotného průsmyku – stále velký význam pro alpský tranzit. Průsmyk je pojmenován po svatém Gotthardovi z Hildesheimu.

## Poloha
Horský průsmyk spojuje obce Andermatt v údolí Ursern v kantonu Uri a Airolo v údolí Valle Leventina v kantonu Ticino. Vrchol průsmyku se nachází v nadmořské výšce 2107 metrů.
Gotthardská silnice, jak se oficiálně nazývá, spojuje města Altdorf a Biasca v délce asi 110 kilometrů. Z Altdorfu vede tato hlavní silnice No. 2 údolím řeky Reuss a prochází obcemi Schattdorf, Erstfeld, Silenen, Amsteg, Intschi, Wassen, Wattingen a Göschenen. Za Göschenenem následuje soutěska Schöllenen s památníkem Suvorova a poté vesnice Andermatt. Zde se kříží Gotthardská osa a centrální východo-západní osa švýcarských Alp, která spojuje Valais a Goms na západě přes průsmyky Furkapass a Oberalppass s Graubündenem a Surselvou na východě.
Průsmyk protíná hlavní evropské rozvodí mezi Rýnem a Pádem. Lemuje ho vedení vysokého napětí a horské jezero Lago della Piazza. Od kantonální hranice, která leží mezi Hospentalem a Gotthardským průsmykem, nese název Via San Gottardo a jako taková vede do Leventiny. V Airolu dosahuje dna údolí. Ve městě Piotta mění název na Strada Cantonale.

## Historie

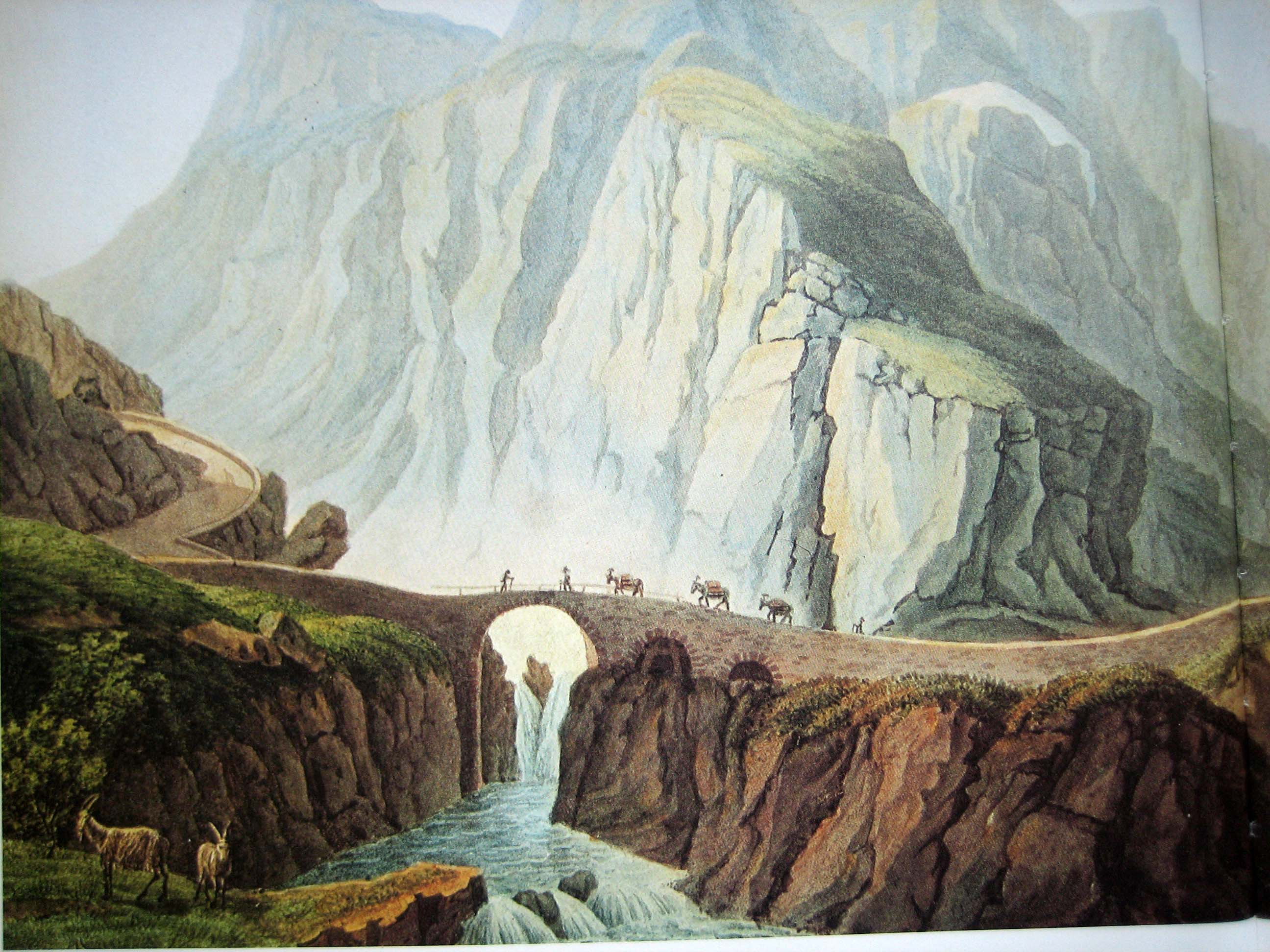
První kamenný Ďáblův most

Ačkoli Římané znali Gotthard jako průsmyk pod názvem Adula Mons, téměř ho nevyužívali: opevněné římské cesty vedly přes Septimerpass, Reschenpass a Brenner. Přestože samotný Gotthard bylo možné vždy překročit, severněji ležící soutěska Schöllenen představovala nepřekonatelnou překážku. Nálezy římských mincí však ukazují, že průsmyk byl stále v malé míře využíván. Schöllenen se obvykle obcházel přes Bäzberg nebo se jezdilo přes průsmyky Furkapass a Oberalppass, které byly v té době přístupné po mulařské stezce.
Jedním z předpokladů pro pohyb zboží a osob přes Gotthard bylo zpřístupnění soutěsky Schöllenen mezi Göschenenem a Andermattem. Kolem roku 1220 byl postaven první most Twärrenbrücke a kolem roku 1230 první dřevěný most přes řeku Reuss – Teufelsbrücke. V roce 1595 byl nahrazen kamenným. Legendu o stavbě první cesty přes Schöllenenskou soutěsku zpracoval Robert Schedler ve svém historickém románu Kovář z Göschenenu (Der Schmied von Göschenen).
Rychlý průjezd po Gotthardu byl výhodný i pro hohenštaufského císaře Fridricha II., protože možnost rychlého přesunu poslů a vojáků přes Alpy byla pro něj a jeho syna Jindřicha (VII.), který vládl jako král v Německu, natolik důležitá, že v roce 1231 udělil kantonu Uri privilegium výměnou za výkupné a příslib volného a bezpečného průjezdu. Tím se obyvatelé Uri stali svobodnými od říše, což znamenalo, že byli povinni poslušností pouze císaři. Později byl stejný status udělen také kantonům Schwyz a Unterwalden. Otevření Gotthardské cesty se tak stalo významným faktorem pro vznik Švýcarské konfederace.

## Stezka pro mezky

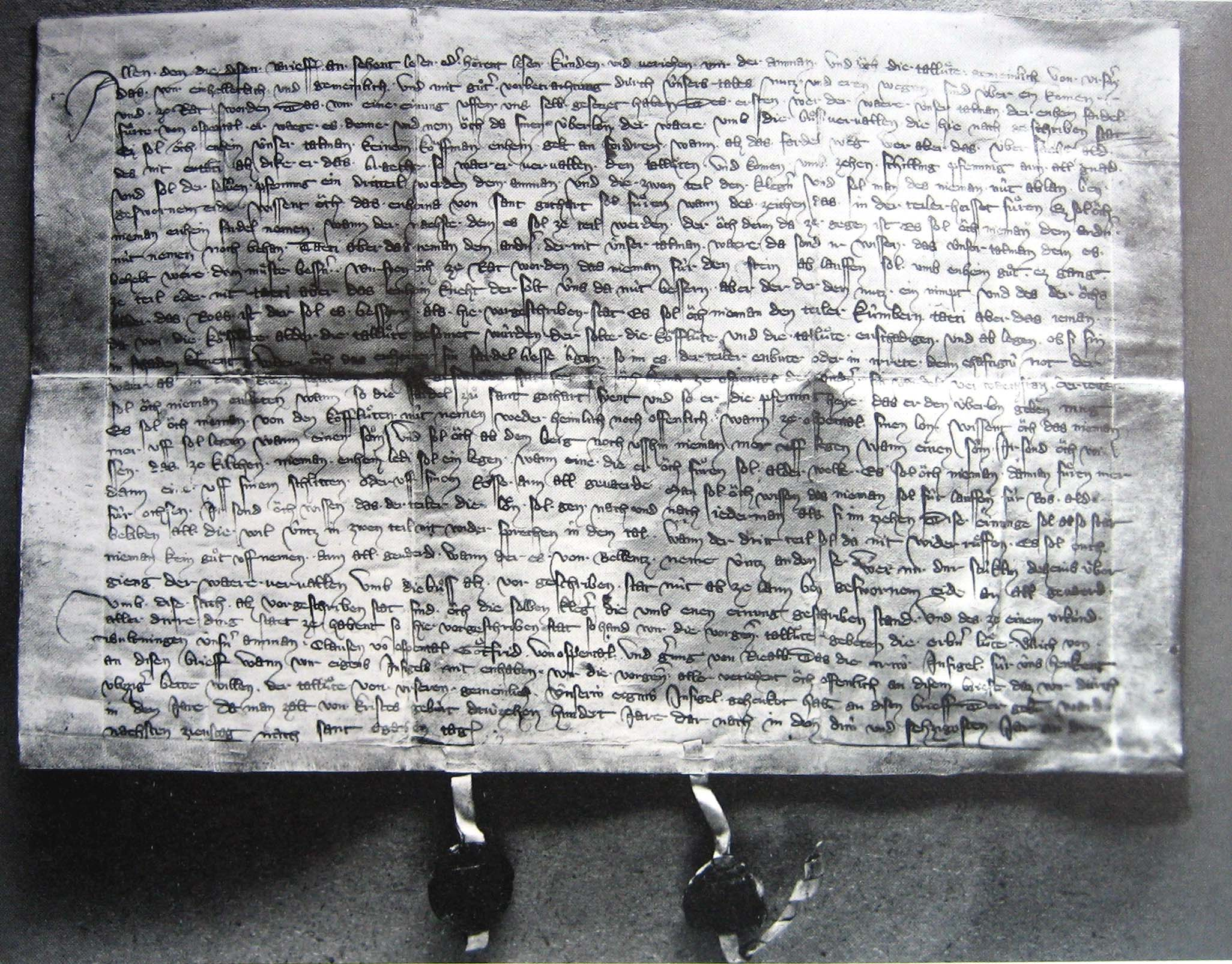
Přepravní řád Urserenského družstva, 1363

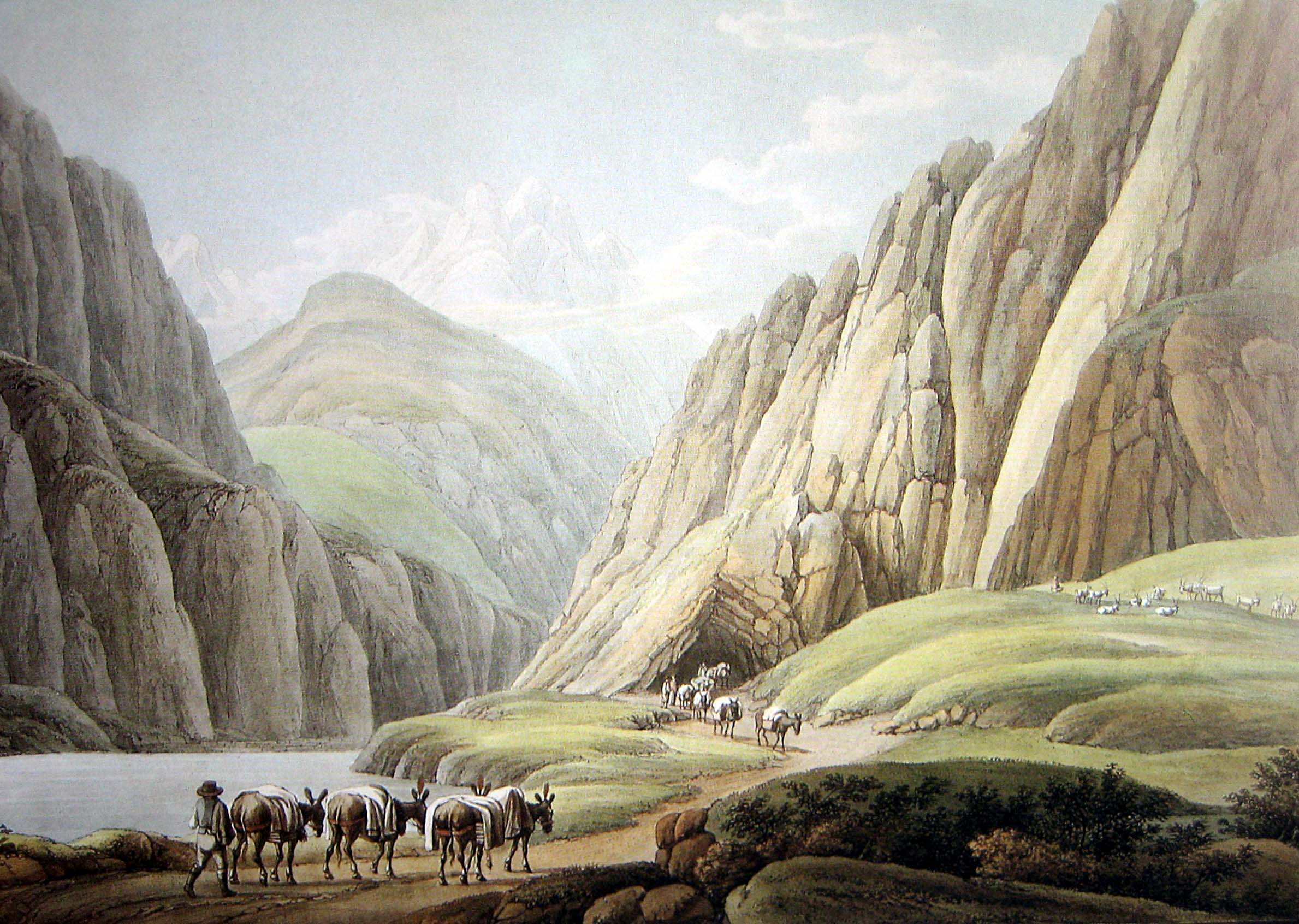
Kolona mezků před Urnerlochem, asi 1790

Otevřením Schöllenské soutěsky začal význam Gotthardské stezky stoupat, což trvá dodnes. Ve 13. století zde byla vybudována až tři metry široká cesta pro mezky, zpevněná štěrkem nebo žulovými deskami, po které se ročně pohybovalo asi 12 000 lidí. Ne všude však byla stezka pro muly tak široká, byly zde četné úzké průchody. Stejně jako v moderní době vedla tato úzká místa na staré mulařské stezce ke konvojům, které opakovaně zastavovaly obchodní karavany. Přesto byla Gotthardská mulařská stezka považována za pohodlnou cestu pozdního středověku a Gotthardský průsmyk se rychle stal jedním z nejdůležitějších alpských přechodů. Tehdejší názvy průsmyku byly Monte Tremulo, Mons Ursarie a Mons Elvelinus.
Četné smlouvy mezi městy na Gotthardské cestě upravovaly provoz mezků, první z nich byla uzavřena v roce 1237. Řád mezků z roku 1383, uzavřený mezi Uri a Valle Leventina, již umožňoval jakousi expresní nákladní dopravu. Mezkaři však neměli jen monopol na dopravu, ale starali se také o údržbu a rozšiřování cest. Vytvoření bezpečných tras bylo tedy i v jejich zájmu, protože jim umožňovalo zvýšit zisky. Dříve chudý region tak brzy dosáhl určité prosperity díky systému mula-train. Novou cestu rychle přijala i armáda: Již v roce 1240 spěchali vojáci ze Schwyzu přes Gotthard na pomoc císaři Fridrichu II. při obléhání Faenzy.
Přes Gotthard se brzy vydala řada významných osobností, mezi nimi i mnoho církevních hodnostářů. První spolehlivá zmínka o použití průsmyku pochází od Alberta von Stade, benediktinského opata z brémské diecéze, který si tuto trasu vybral v roce 1236 pro svou pouť při návratu z Říma do Německa.
Někteří z cestovatelů zanechali o své cestě objevné a dramatické zprávy, jako například samonský biskup Dietrich z Kuby, který 16. března 1473 do své účetní knihy zapsal: „…ueber den Gothart schentlichen bosen wegk, als ich en alle myn leptage (nicht) gewanderelt byn.“ Oxfordský kronikář Adam de Usk, který v březnu 1401 projel Gotthard na saních tažených voly, si prý na nejnebezpečnějších místech nechal zavázat oči, aby se nemusel dívat do hlubokých propastí.

## Význam

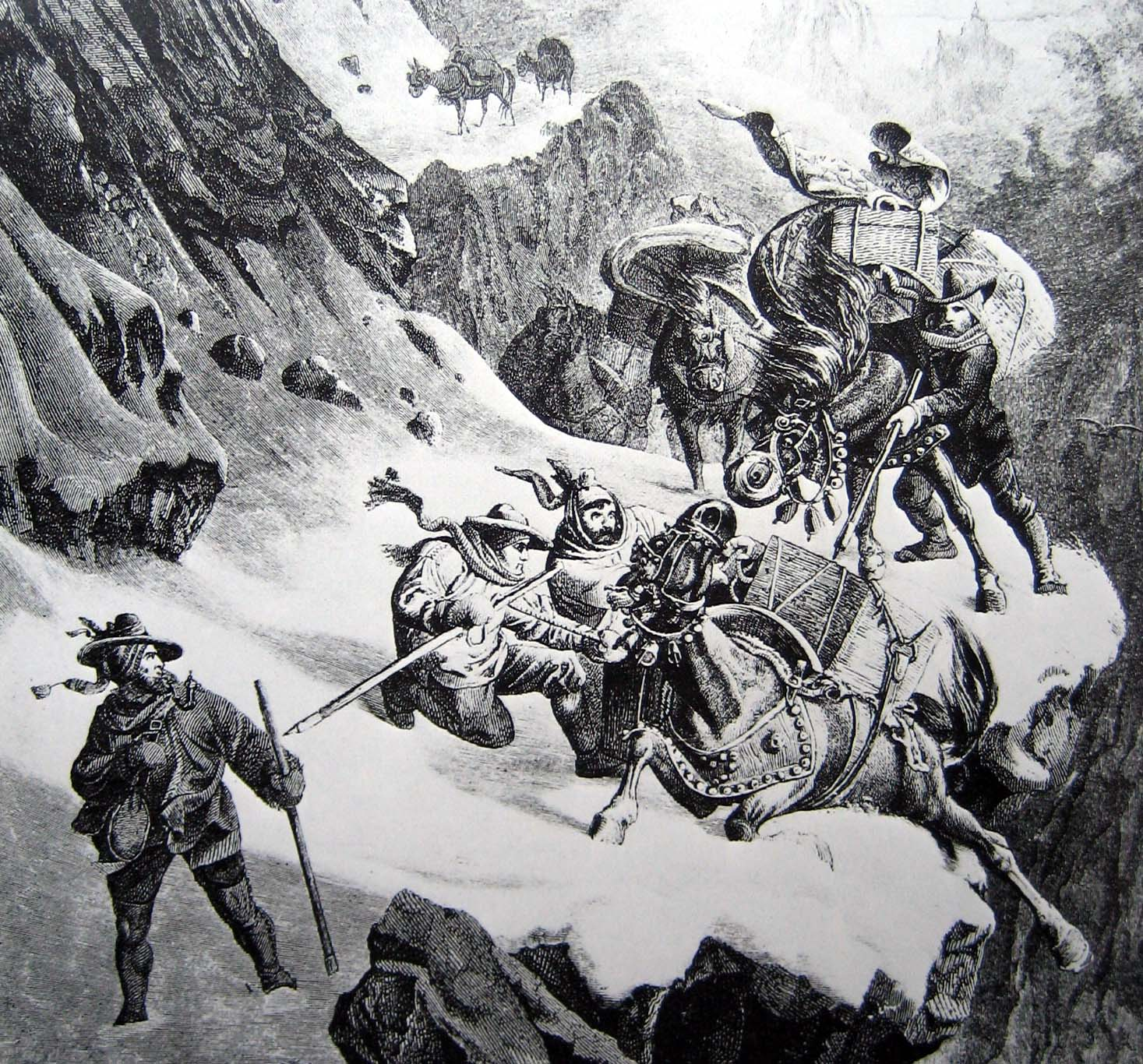
Kolona mezků v zimě

Sotva padesát let po stavbě Ďáblova mostu se Gotthardpass stal tak důležitým, že biskup z Churu osvobodil své kolegy v Lucernu (1278) a Curychu (1291) od cla, aby udržovali provoz na Septimerpassu.
Gotthardské clo z Hospentalu do Reidenu, soustředěné v Lucernu, bylo hlavním zdrojem příjmů habsburské správy. Byli to tedy Habsburkové, kdo v prvních sto letech podporoval rozšíření Gotthardské cesty. Předtím byla Gotthardská stezka pravděpodobně spíše řadou více či méně udržovaných a zčásti velmi starých obecních cest.
Již na počátku 15. století procházelo průsmykem ročně asi 10 000 lidí a 9 000 zvířat. Přestože letní měsíce byly pro dopravu přes Gotthard výhodnější, zimní měsíce byly pro muletáře výnosnější. V zimě mohli používat sáně tažené dvěma voly, na kterých mohli přepravit až 600 kilogramů, což je čtyřikrát více než v létě. V roce 1500 bylo přes Gotthard přepraveno asi 170 tun zboží. Cesta z Flüelenu do Bellinzony trvala pěšky asi 30 hodin.
Třicetiletá válka způsobila, že Gotthardpass na dlouhou dobu ztratil na významu. Jako měřítko poslouží příjmy celních úřadů v Basileji a Lucernu, které na konci války v roce 1648 činily sotva 20 % příjmů z roku 1619. Německo bylo v té době příliš vyčerpané na to, aby se obchod Itálie s Německem mohl rozvíjet. To se změnilo s uzavřením míru a v roce 1655 byla opět zaznamenána nová rekordní úroveň obchodu.
Během druhé světové války byla na vrcholu průsmyku rozšířena pevnost Gotthard, která sloužila až do roku 1998. Tvořila ji pevnost Sasso da Pigna na vrcholu průsmyku a pevnost Foppa Grande a pevnost Gütsch, které zajišťovaly přístupy.

## Hospic

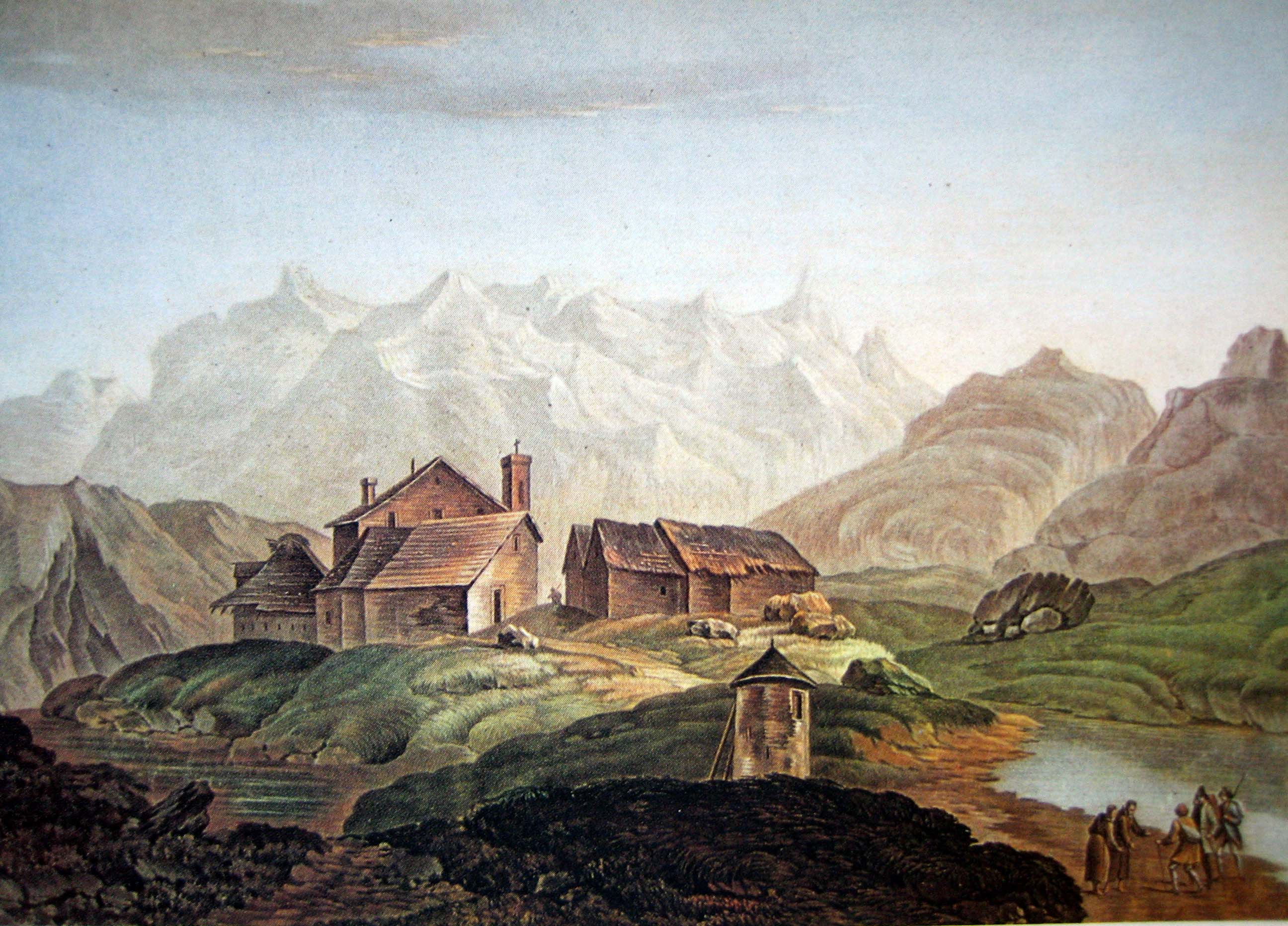
Gotthardský hospic, 1785

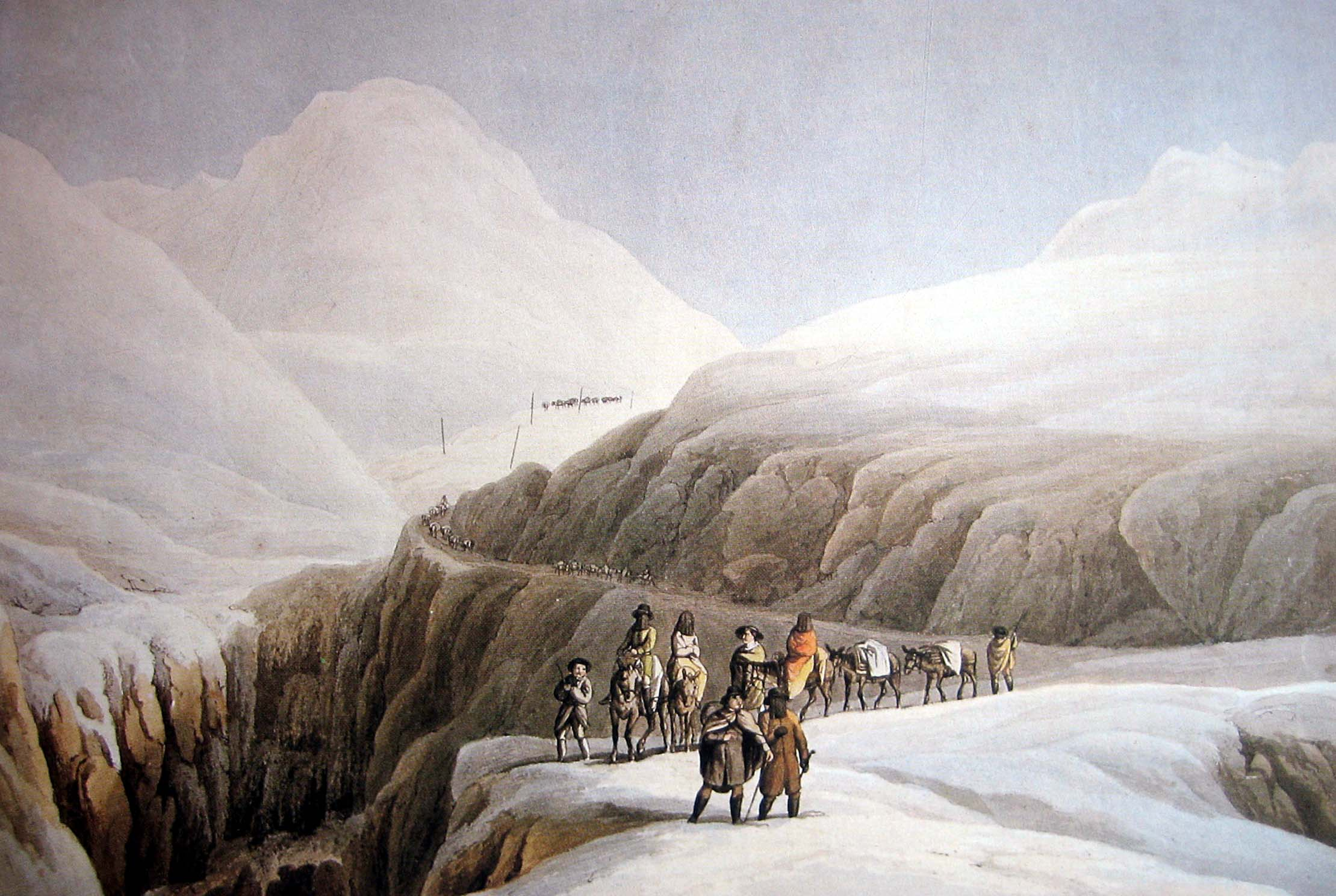
Zimní cesta přes Gotthard, 1790

Na vrcholu průsmyku prý již dříve stála kaple. Není známo, kdo a kdy ji postavil. Při vykopávkách ve sklepě starého hospice na vrcholu průsmyku byly nalezeny jeho základové zdi, které pocházejí přinejmenším z karolinského období; lze předpokládat, že zde stála i jiná stavba.
Poprvé jsou kaple a Sust na vrcholu průsmyku zmíněny v mírové smlouvě uzavřené 12. srpna 1331 mezi Urserenem a Livinenem po hraničních sporech. Milánský arcibiskup Galdinus údajně zasvětil kapli svatému Godehardovi v roce 1230 (podle Liber notitiae Sanctorum Mediolani), po němž je průsmyk pojmenován. Existují však také doklady o tom, že zde mniši z Disentisu měli již o několik desetiletí dříve kapli nebo ubytovnu a také zde uctívali svatého Godeharda.
Brzy byl postaven hospic (útočiště) jako ubytovna pro četné poutníky a další pocestné, který byl v letech 1431/32 rozšířen. V 17. století nechal milánský arcibiskup Federico Borromeo hospic rozšířit a přistavět k němu kněžskou rezidenci. Od roku 1685 provozovali hostinec kapucíni, kteří dostali zvláštní povolení nosit obuv kvůli extrémnímu počasí.
Z konce 18. století se k nám dostala zpráva o pohostinství, které bylo poskytováno chudým pocestným. Hostinský musel každému pocestnému dát kousek chleba, libový sýr a trochu sladkého vína a k obědu dostali "sádlovou polévku". Dostali také místo na spaní a v případě potřeby i péči. Uvádí se, že tímto způsobem bylo ročně nasyceno asi 4000 chudých lidí.
Během bojů mezi Rusy a Francouzi byl hospic v roce 1799 zničen a kapucíni byli odvoláni. V roce 1837 byli znovu obnoveni a v roce 1841 definitivně odvoláni. V roce 1830 přešla budova do vlastnictví kantonu Ticino, který ji v roce 1834 zrenovoval a v roce 1838 nechal postavit hotel a celnici. Od té doby vedl hospic Felice Lombardi z Airola, jehož rodina zde zůstala až do roku 1972. V roce 1866 otevřel Lombardiho syn vedle hospice hotel Monte Prosa, aby mohl hostit významné hosty způsobem odpovídajícím jejich postavení. Hotel v roce 1905 vyhořel, ale byl okamžitě obnoven. V bývalé budově Sust naproti hospicu je nyní restaurace a muzeum San Gottardo. V roce 2005 byl hospic na základě architektonické soutěže architektů Quinta Millera a Paoly Maranty přestavěn. Štít byl zvýšen a vedle betonového schodiště byla postavena dřevěná konstrukce sahající až pod střechu.

## První poštovní služba
Kurýři, poslové, řadoví běžci a bojovníci cestovali sem a tam už od otevření Gotthardské silnice, ale bez pevného jízdního řádu. Přenášeli zprávy mezi kláštery, univerzitami a knížecími dvory. Poslové konfederace, Standesläufer, nosili pestré uniformy a heraldické štíty, poselskou pušku, bodák a krátký meč. Byli to oficiální státní zaměstnanci a nesměli být obtěžováni. Úřady jim musely pomoci.
Od 15. století se objevují zprávy o rostoucím poštovním provozu přes Gotthard. Římsko-německý král a pozdější císař Maxmilián I. si údajně nechal v roce 1494 zřídit pravidelnou kurýrní linku od svého poštmistra Franze von Taxis. Ta nemohla existovat dlouho, protože když v roce 1499 vypukla švábská válka, bojovali konfederáti proti Maxmiliánovi I. Nejpozději v roce 1563 opět existovala poštovní linka spojující Milán s Basilejí, o níž se zmiňuje poštovní cestopis janovského kurýrního mistra Giovanniho da l'Herba.
První spolkovou poštu založili v roce 1615 bratři Hessové z Curychu, kteří jménem curyšských obchodníků a s úředním povolením zřídili první poštovní úřad v Haus zum Roten Gatter v Curychu. Od 5. října 1615 posílali poštu jednou týdně přes Gotthard do Bergama a zpět. V následujících letech vznikaly další kurýrní služby, například v letech 1653–1682 Diego Maderni v Luganu, jehož jízdní kurýři překonávali vzdálenost mezi Lucernem a Milánem za čtyři dny. Pravděpodobně nejznámější z nich provozoval od roku 1693 bernský radní a poštovní podnikatel Beat von Fischer, který vlastnil také poštovní regál v Simplonském průsmyku. Nad Gotthardem zřídil horskou poštu, která fungovala až do roku 1832.
Aby se v zimě udržela doprava pošty a zboží, proháněl se po sněhu vůl s těžkým kmenem stromu zavěšeným na laně, který sníh trochu stlačil, aby se po něm dalo jezdit na saních. Pokud byl sníh pro zvířata příliš vysoký, používaly se lopaty. Trasa Gotthardské stezky byla vyznačena stejným způsobem jako dnes: v létě byly u silnice zapíchnuty dlouhé dřevěné kůly. Způsob odklízení sněhu pomocí volů a klád se používal až do 20. století, kdy se začala používat motorová vozidla na odklízení sněhu.

## První rozšíření

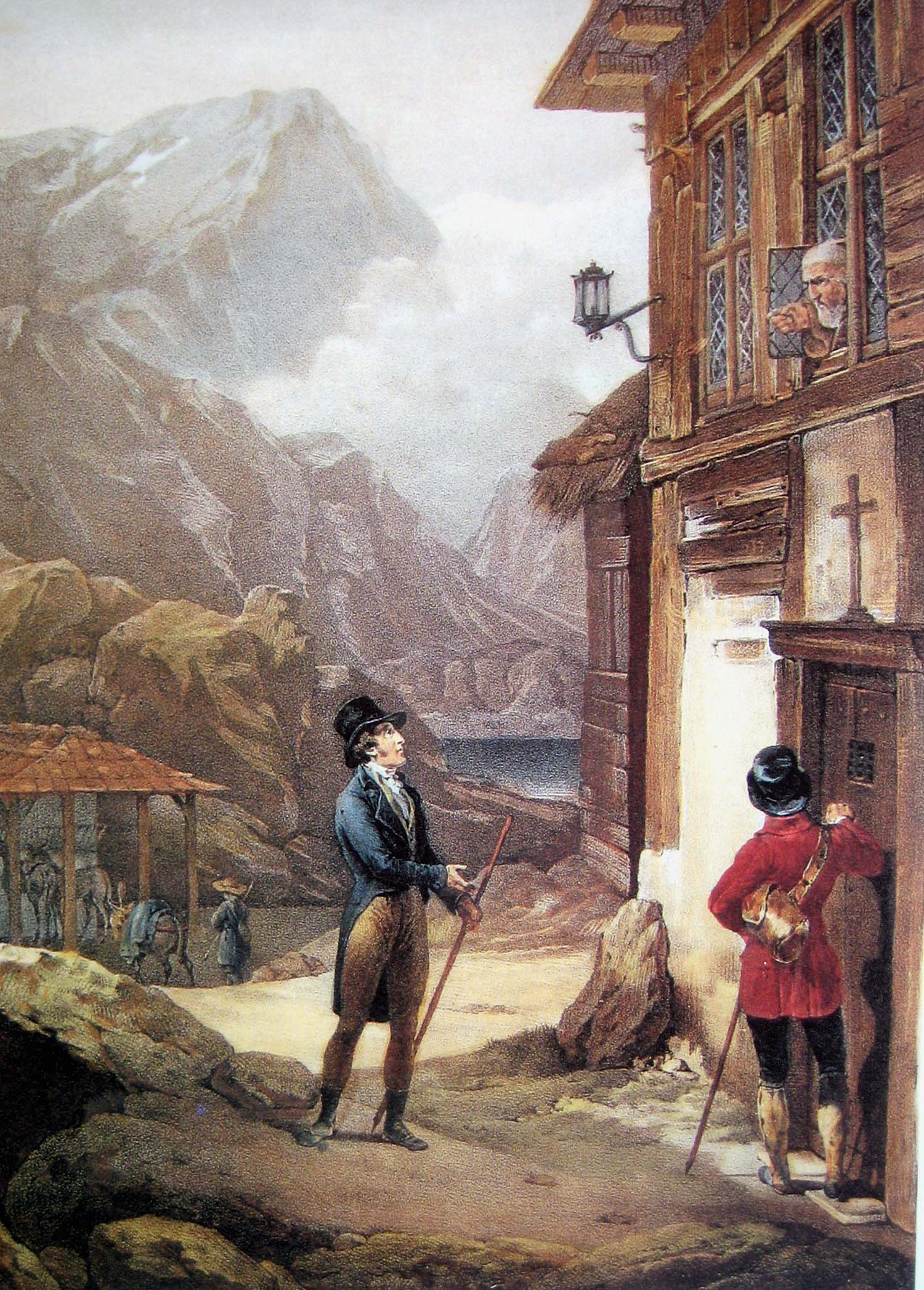
Vévoda ze Chartres, budoucí francouzský král Ludvík Filip, žádá o přijetí do hospice, 1793

Stará středověká mezkařská stezka byla od svého vzniku na několika úsecích modernizována, takže od konce 18. století po ní mohly jezdit i povozy Gotthardské pošty. Koncem 17. století byla Gotthardská stezka vydlážděna žulovými valouny a deskami a přeměněna na silnici. Všude, kde to bylo možné, byla cesta rozšířena na pět metrů.
Lze předpokládat, že tato stavba poprvé umožnila i skromný provoz, i když stále vylučovala trasu přes průsmyk a Schöllenen. V Tremole byla cesta pro mezky vybudována v podobě kamenné stupňovité stezky, což byl v dřívějších dobách oblíbený způsob, jak rychle a s jistotou vyrovnat výškové rozdíly, protože mezkaři a nosiči mohli cestu překonávat v přímém směru.
Jízda vozem zde byla stěží možná, i když souběžně se stupňovitou cestou možná vedla ještě jedna cesta, která byla podstatně delší, ale díky menšímu sklonu se obešla bez schodů. Zprávy o stupních na cestě jsou ještě z konce 18. století, například na rytině z roku 1780, z doby, kdy jsou známy první zprávy o přejezdu Gotthardu s vozy.
V roce 1775 překročil Gotthard poprvé Angličan, geolog Greville. Trval na tom, že bude cestovat na čtyřech kolech. K tomu měl doprovod 78 mužů, kteří vůz na nejobtížnějších místech rozebrali, přenesli kolem překážky a znovu složili. Greville byl však jen výjimkou, většina cestovatelů dávala přednost koni nebo sedlu, případně Gotthard překonávala pěšky, jako Johann Wolfgang von Goethe, který Gotthard překonal třikrát. Navzdory všem obtížím popisují cestující dopravu, zejména pohyb zboží, jako mimořádně silnou. Nicméně trvalo ještě několik desetiletí, než se podmínky na Gotthardu zlepšily a starou trať pro mezky nahradila nová silnice.
Pozůstatky staré cesty pro mezky jsou na některých místech patrné dodnes, například v blízkosti hospice nebo kaple mrtvých. Pozůstatky staré mulařské stezky jsou v současné době upravovány na historickou turistickou stezku. Tento projekt má na starosti IVS – Soupis historických dopravních cest ve Švýcarsku.

## První silnice

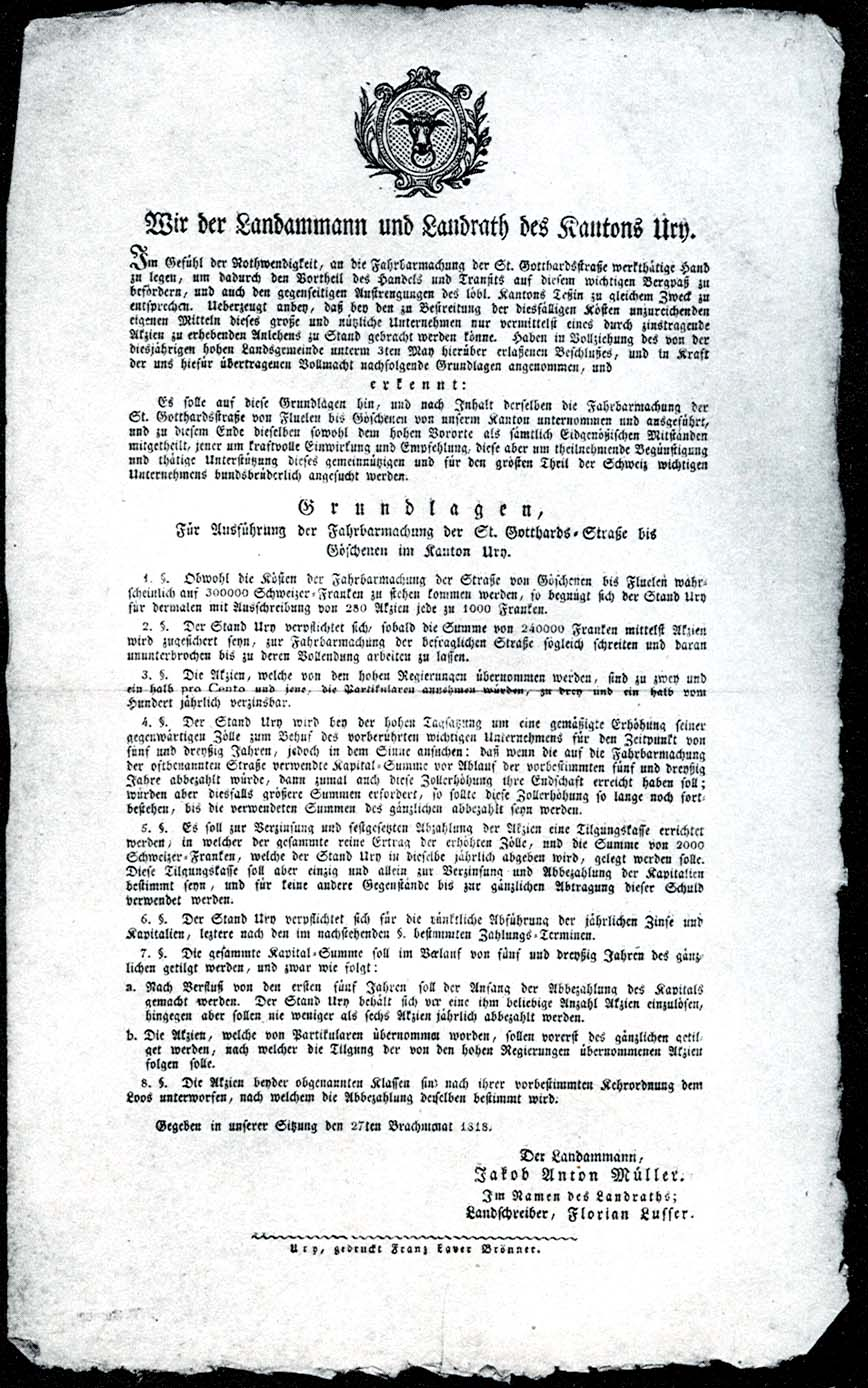
Rozhodnutí vlády v Uri o výstavbě nové Gotthardské cesty, 1818.

Gotthardská trasa se svým středověkým standardem stále méně vyhovovala rostoucím nárokům dopravy. Již koncem 18. století bylo jasné, že starou gotthardskou silnici bude třeba modernizovat. Již v roce 1772 byla modernizována Brennerská silnice a v roce 1805 následovala Simplonská silnice.
Prozatím to však Gotthardu neublížilo. Doprava v té době stejně rychle rostla a Brenner a Simplon byly v rukou nepřítele. Po Vídeňském kongresu v roce 1815 však situace vypadala jinak a doprava se ubírala rychlejšími cestami - a už to nebyla jen Gotthardská cesta. Graubünden rychle zareagoval a v roce 1818 zahájil výstavbu silnic přes průsmyk San-Bernardino-Pass s Ticinem a Splügenpass s Rakouskem na jižní straně. Kanton Uri, který dosud nepovažoval prodloužení Gotthardské magistrály za tak důležité, nyní spěchal s jejím prodloužením. Zpočátku však zastávala názor, že vylepšení dráhy pro mezky je dostačující; po zničení, které způsobily boje ruského generála Suvorova proti Francouzům v roce 1799, se stalo nezbytným.
V první třetině 19. století však doprava přes Gotthard poklesla; nové silnice přes průsmyk San Bernardino, Splügen a Simplon byly díky své lepší konstrukci silnou konkurencí. Brzy se ukázalo, že i Gotthard potřebuje silnici s dobrou sjízdností, a hnací silou byl kanton Ticino.
Poté, co kantony Lucern, Solothurn, Ticino, Basilej a Uri přislíbily čtyři miliony švýcarských franků, rozhodla se venkovská obec Uri 3. května 1818 postavit silnici z Amstegu do Göschenenu. Za účelem financování bylo rozhodnuto o zvýšení sazeb na dobu 35 let. 6. června 1820 zahájila společnost Cirilla Jaucha, obyvatele Uri žijícího v Ticinu, stavební práce, které byly dokončeny v roce 1826. Uri si však neuváženě vybral prvního dodavatele, který práce provedl nedostatečně: již po několika letech došlo k sesuvu cest a zřícení mostů a následně musely být četné úseky pod vedením Karla Emanuela Müllera, sotva dvacetiletého inženýra z Altdorfu, přestavěny. Pod jeho vedením byl v letech 1826–1830 postaven náročný úsek z Göschenenu do Hospentalu. Ve stejné době postavili ticinští inženýři Columbara z Ligornetta silnici z Hospentalu na hranici kantonu. V roce 1830 byl pod vedením ticinského inženýra Francesca Meschiniho dokončen náročný úsek mezi Giornicem a hranicí kantonu.
Na nové Gotthardské silnici, která byla široká 5,5 až 7,5 metru, se nyní mohly pohodlně pohybovat a křižovat těžké vozy a již v roce 1831 se přes průsmyk prohánělo 900 povozů. V polovině 19. století byla Gotthardská silnice v poměrně dobrém stavu, ale stará mezkařská družstva byla nyní překážkou dobře fungující průjezdní dopravy, protože stále držela dopravní monopol. Protože mezkaři byli zároveň zemědělci, kteří museli vykonávat své zemědělské práce, docházelo vždy ke zpožděním a zejména v létě k dopravním zácpám. Profesionální dopravní společnosti, které často pocházely z nížin, z toho profitovaly a podkopaly starý systém obchodu s mezky do té míry, že se brzy rozpadl.

### Čas poštovních vozů

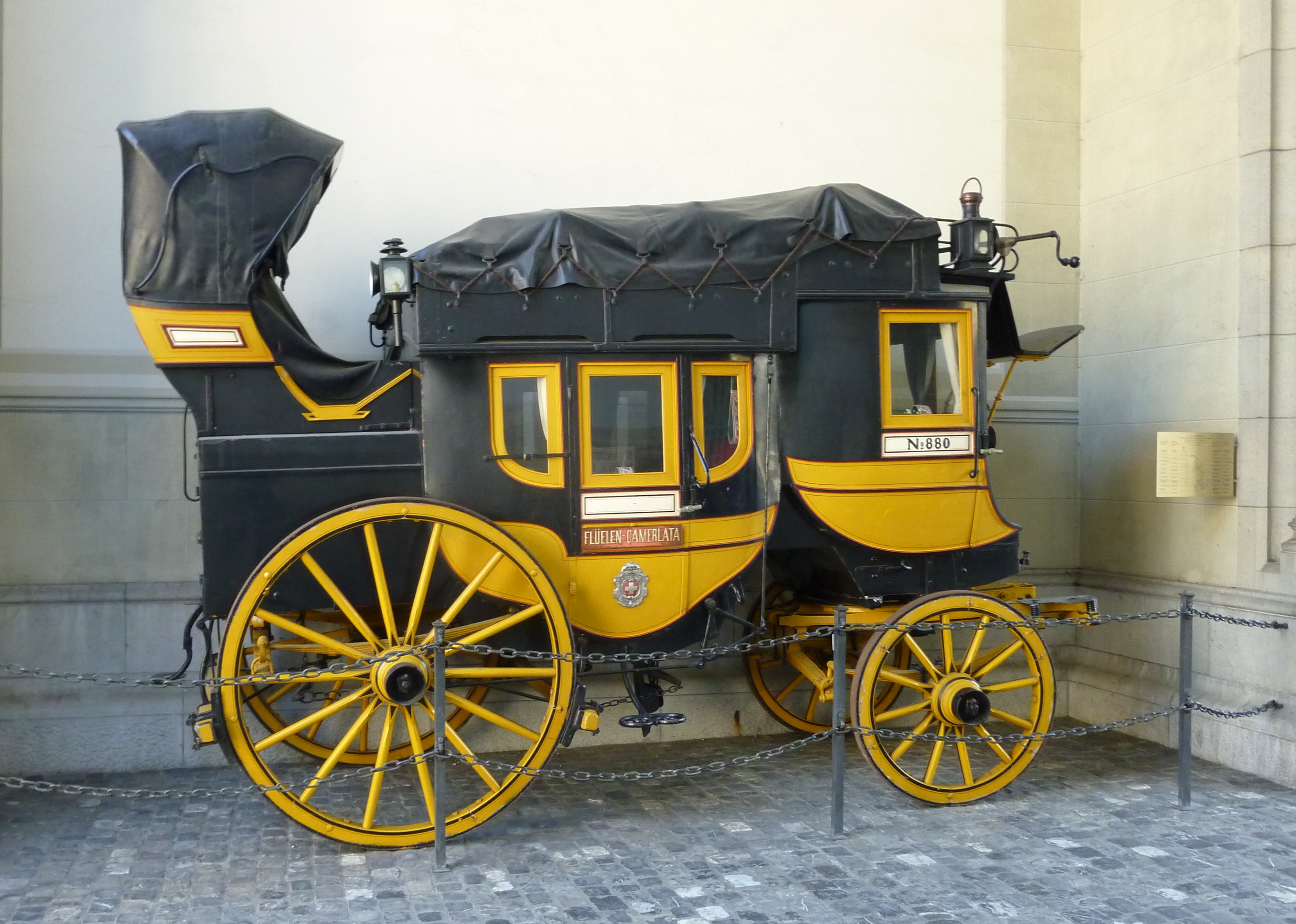
Gotthardský vůz pro deset cestujících na nádvoří Národního muzea v Curychu
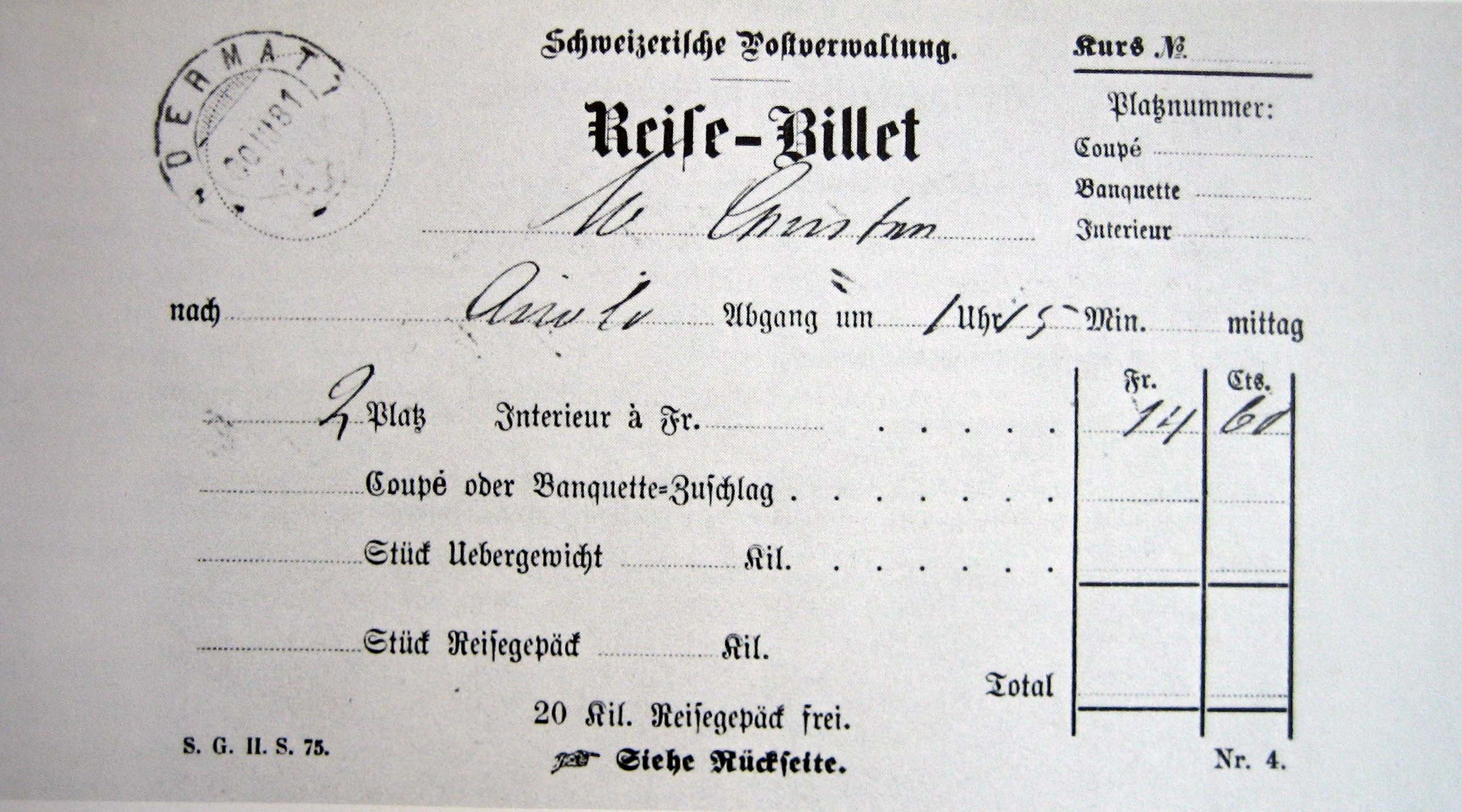
jízdenka, 1881
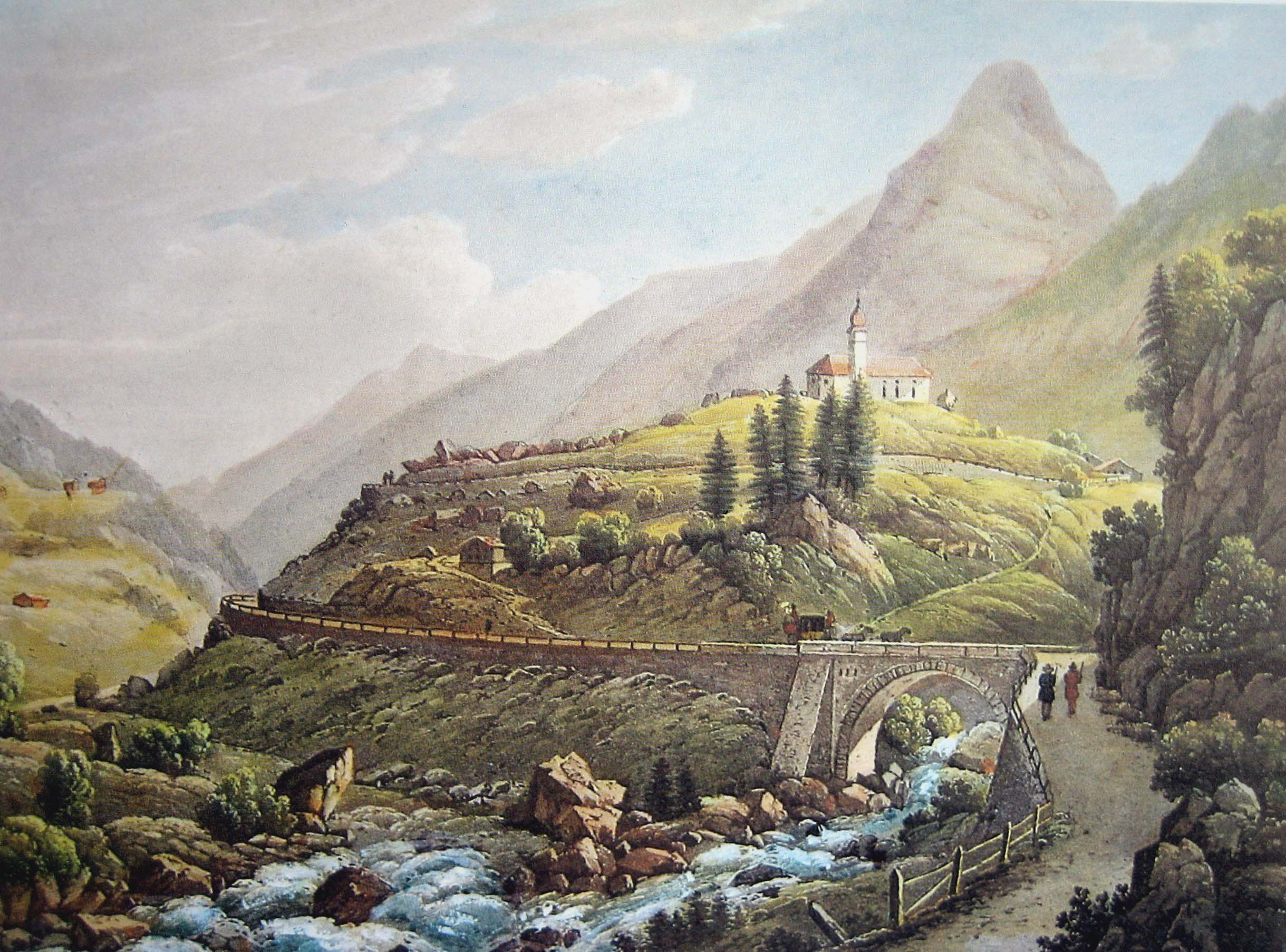
Dostavník před Wassenem, 1845
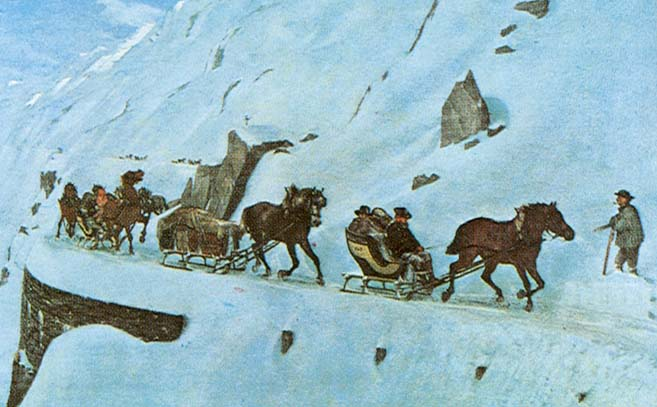
Gotthardská pošta na saních, 1873
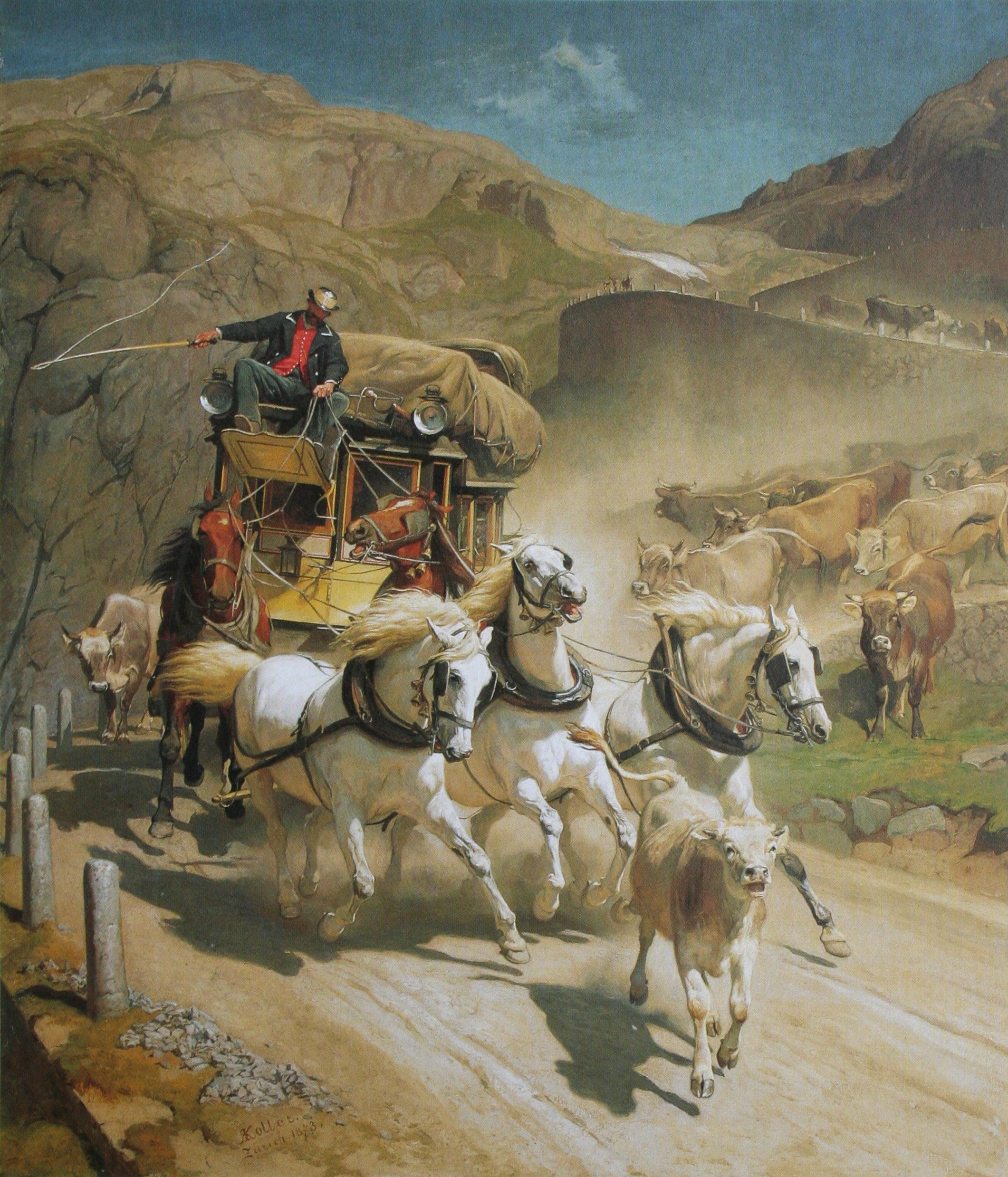
Gotthardská pošta, obraz Rudolfa Kollera, 1873

Po otevření nové silnice v roce 1830 jezdila mezi Flüelenem a Chiasso třikrát týdně v obou směrech poštovní linka. Používaly se malé jednokoňové vozy se dvěma až třemi sedadly. Velká éra Gotthardské pošty začala v roce 1842, kdy denně jezdil v obou směrech vůz s pěti koňmi a deseti sedadly. Cesta z Coma do Flüelenu trvala necelých 23 hodin.
V roce 1849 přešel poštovní systém z kantonů na Konfederaci. V témže roce byla zřízena druhá denní linka, opět s vozem s pěti koňmi a deseti sedadly, což byl v té době standardní švýcarský poštovní vůz.
V zimě byly vozy nahrazeny kolonami jednokoňových dvoumístných saní. Na obou stranách průsmyku muselo být k dispozici 100 mužů, kteří odklízeli sníh. V roce 1848, po vzniku švýcarského spolkového státu, bylo zakázáno vybírat silniční mýtné a kantonální poplatky. Pod vedením federální pošty se zlepšily služby a zkrátila se doba přepravy. V roce 1857 využilo Gotthardský průsmyk více než 29 000 cestujících, zatímco tři graubündenské průsmyky San Bernardino, Splügen a Julier dohromady jen 19 117 cestujících. Navzdory velkému počtu cestujících byla expresní pošta z velké části ztrátová, přestože přibližně 50hodinová cesta z Basileje do Milána stála 68,60 franků, což byla v té době obrovská částka.
Na podzim roku 1881, před přechodem na zimní sáňkařskou dopravu, projel průsmykem poslední dostavník. Průvodcem (nikoliv postillonem) byl legendární Alois Zgraggen. Na jaře následujícího roku byla sáňkařská služba ukončena.

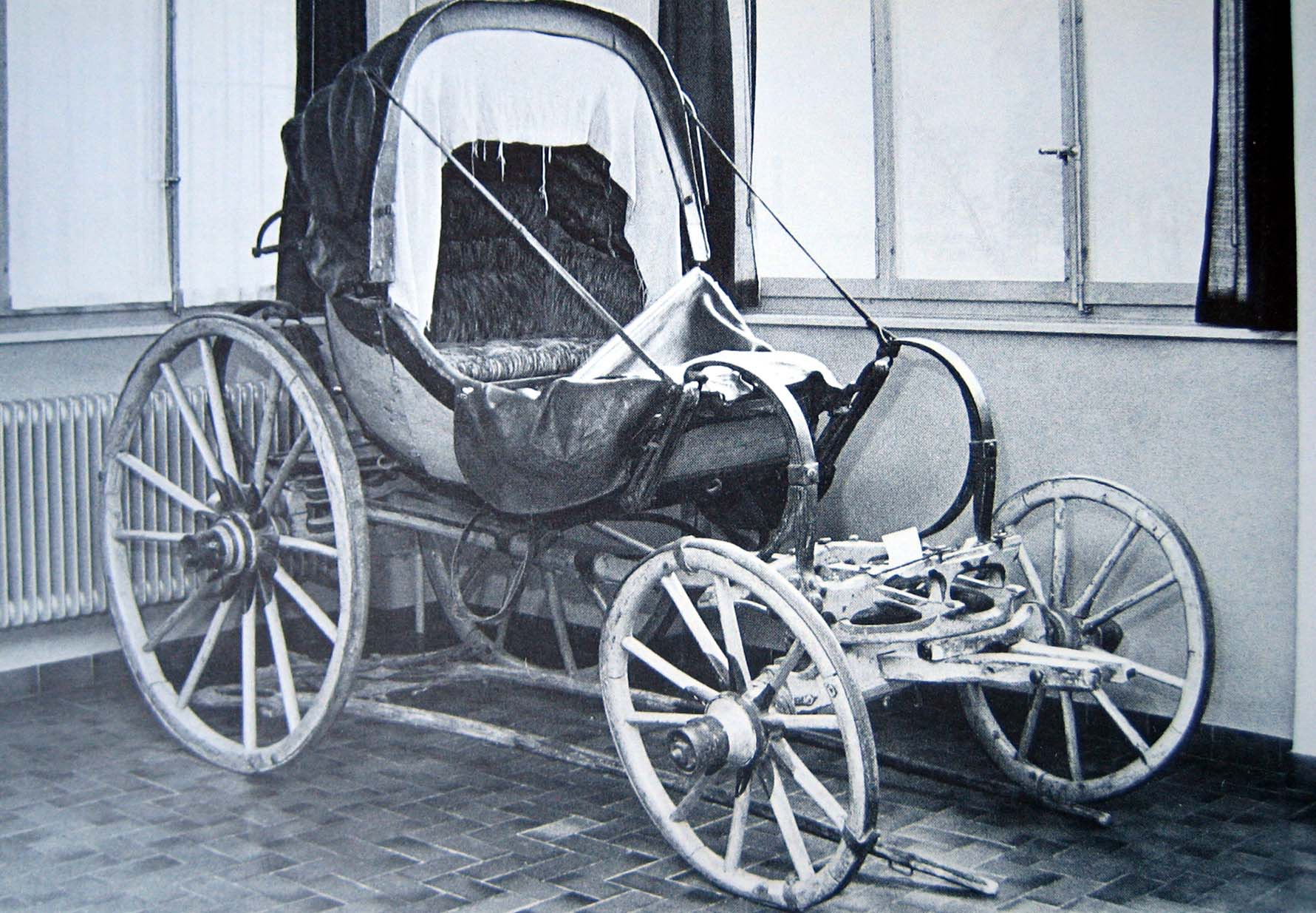
Dvoumístný Gotthardský poštovní vůz používaný od roku 1830
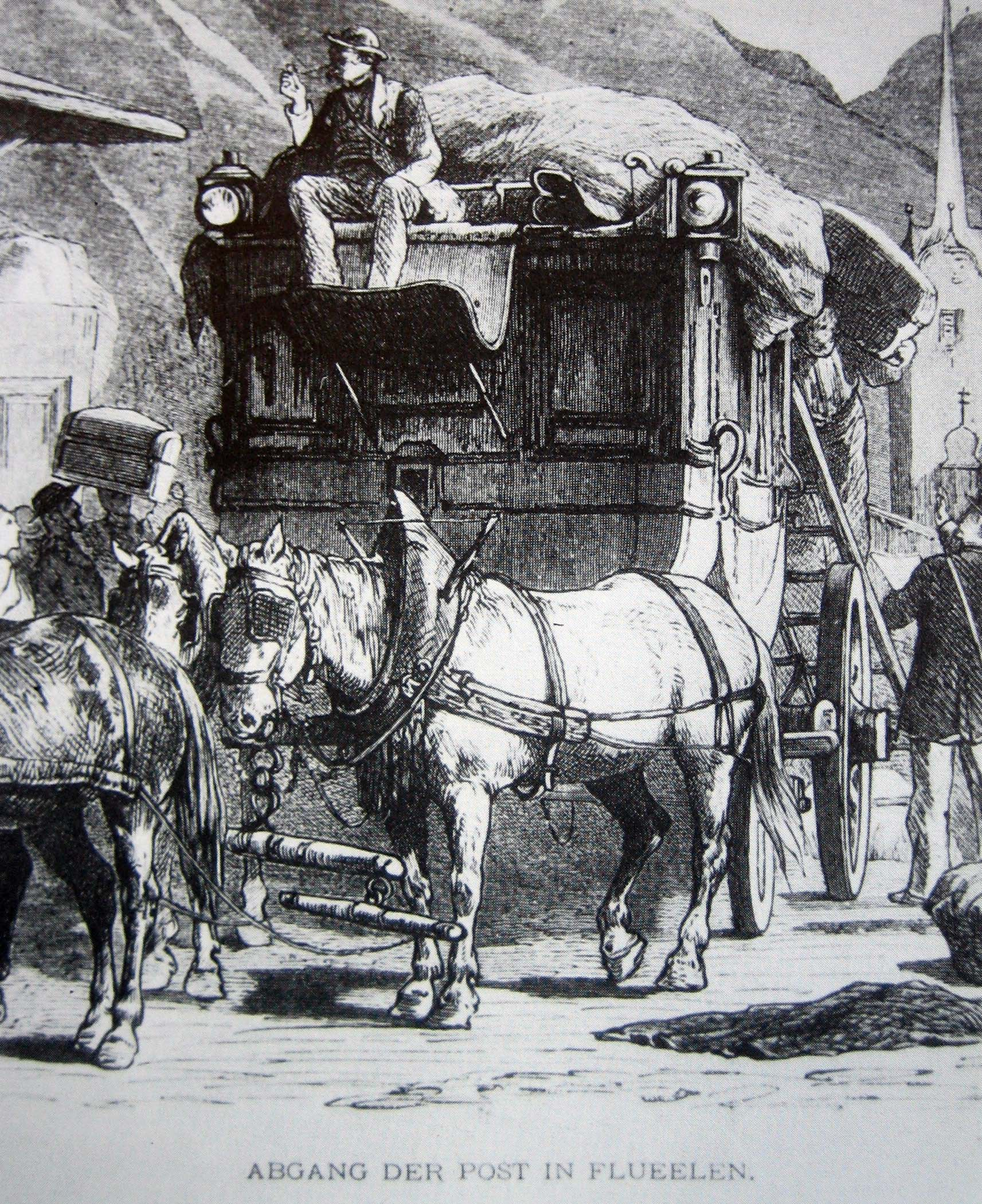
Odjezd dostavníku ve Flüelenu, 1820
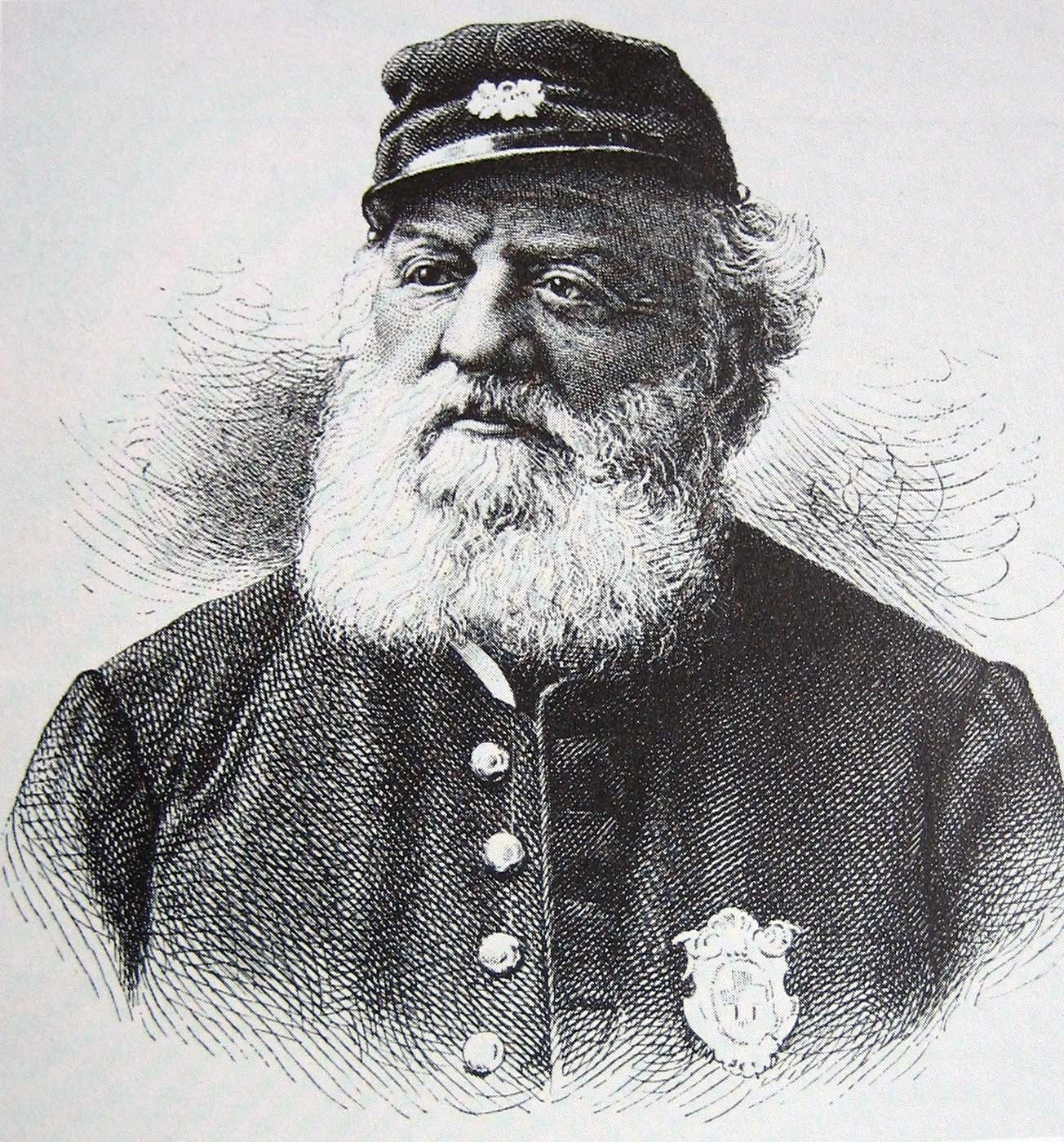
Alois Zgraggen, litografie
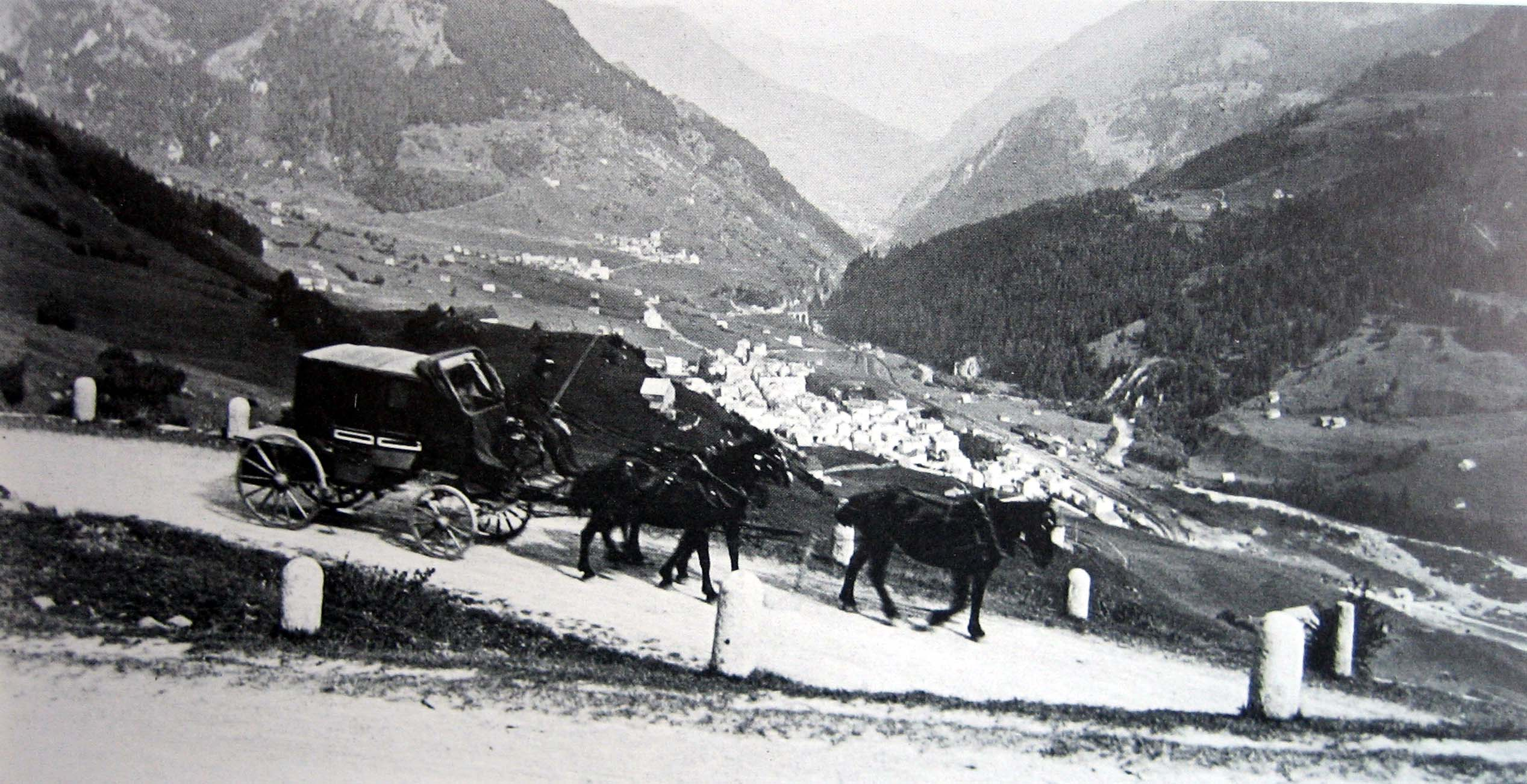
Poslední Gotthardská pošta 13. září 1921 nad Airolem
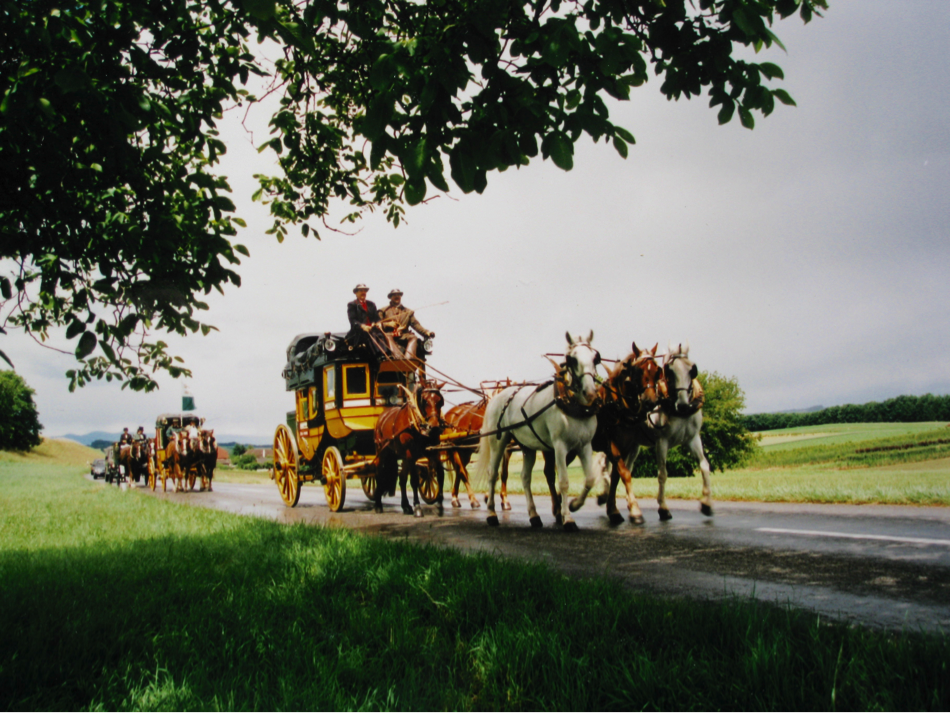
Jediný dochovaný poštovní vůz Gotthard v provozu 1998

Po otevření Gotthardské dráhy v roce 1882 ztratila Gotthardská silnice na několik desetiletí ze dne na den svůj význam. Před rozšířením Gotthardského průsmyku v roce 1820 jím prošlo jen 15 000 cestujících, ale v rekordním roce 1875 jich bylo již více než 72 000. V roce 1881, posledním plném roce provozu, jím prošlo 58 496 cestujících. Od roku 1881 byla pošta přepravována Gotthardským tunelem, jehož plášť byl stále ve výstavbě, takže náročné a nebezpečné cesty přes průsmyk již nebyly nutné.
V roce 1909 byl učiněn další pokus o oživení Gotthardu v létě, kdy byla znovu zavedena dostavníková doprava mezi Andermattem a Airolem, ale tato doprava měla pouze místní význam. Na podzim roku 1921 projel Gotthard naposledy dostavník tažený koňmi. Za celý rok 1921 bylo přepraveno pouze 188 cestujících. V následujícím roce již jezdil první poštovní autobus Car-Alpin.

## Automobilová doprava
Nastal věk automobilů: Již v roce 1895 údajně dosáhl Gotthardského průsmyku první automobil. V roce 1901 referoval francouzský inženýr I. Arraou o své okružní cestě dlouhé přibližně 3000 kilometrů, jejímž vrcholem byl přejezd Gotthardu. Řídil 350kilogramový De Dion-Bouton o výkonu 3,5 k. V Lucernu si opatřil čtyři desetilitrové kanystry benzinu, protože se obával, že až do Itálie nenajde ani benzín, ani mechanika pro případné opravy. Z Göschenenu si většinu zavazadel odvezl vlakem k italským hranicím, aby ušetřil váhu na výstupu. Vůz byl kvůli husté mlze vytlačen přes Ďáblův most a za Hospentalem šel před vůz spolucestující s lucernou. Protože motor byl příliš slabý, musel se vůz v nejstrmějších pasážích tlačit. Naopak při sjezdu směrem na Airolo byly kožené brzdové destičky spálené již po několika minutách. Řidič dělal vše pro to, aby zvýšil brzdnou sílu: kmen stromu upevněný drátem měl zpomalit jízdu stejně jako kapota otevřená jako „brzdná plachta“ při protivětru. Sestup do Airola trval osm hodin.
V literatuře je doložena také cesta německého básníka Otto Julia Bierbauma autem přes Gotthard v červenci 1902. Berlínské nakladatelství Augusta Scherla poskytlo Bierbaumovi, doprovázenému jeho ženou, na cestu do Itálie červený faeton Adler o výkonu 8 koní a řidiče jménem Louis Riegler. V roce 1902 byl Gotthardský průsmyk údajně jediným švýcarským průsmykem, jehož používání nebylo zakázáno motorovými vozidly. Cestovní skupina urazila 136 kilometrů dlouhý úsek z Bellinzony do Brunnenu za devět hodin. Anekdotického vrcholu této cesty však bylo dosaženo při sjezdu v Göschenenu: Cestu jim zatarasil policista a nařídil jim, aby vystoupili. Bierbaum se dozvěděl, že policie v Andermattu poslala telegram: „Projížděl tudy automobil, nelze ho zastavit. Zastavte to a zlikvidujte to podle zákona!“ Ukázalo se, že kanton Ticino povolil průjezd Gotthardem, ale kanton Uri průjezd Schöllenen nepovolil. Bierbaum musel zaplatit pokutu 20 franků za to, že v Andermattu nepřipoutal ke svému motorovému vozidlu vola, načež mohl pokračovat v cestě.
Nejpozději po druhé světové válce došlo v Gotthardském průsmyku k nárůstu automobilové dopravy a s nástupem masového cestovního ruchu se ukázalo, že stará a klikatá gotthardská silnice novým nárokům stále méně vyhovuje, přestože přírodní povrch na Tremolastrasse a dalších úsecích byl v letech 1937–1941 nahrazen žulovým kamenným povrchem. Od roku 1924 se tunelem poprvé mohla projíždět auta jako zavazadla, v roce 1930 už to bylo asi 3 600 vozidel ročně. Přesto bylo nutné postavit novou silnici.

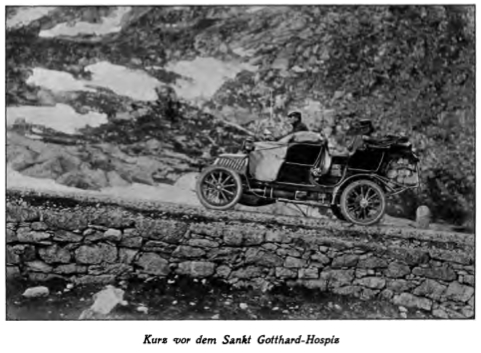
Bierbaum krátce před Gotthardským hospicem, 1902
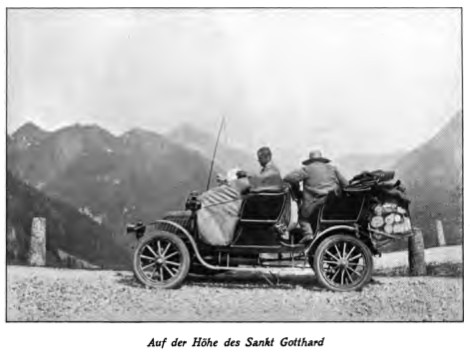
Bierbaum na vrcholu průchodu
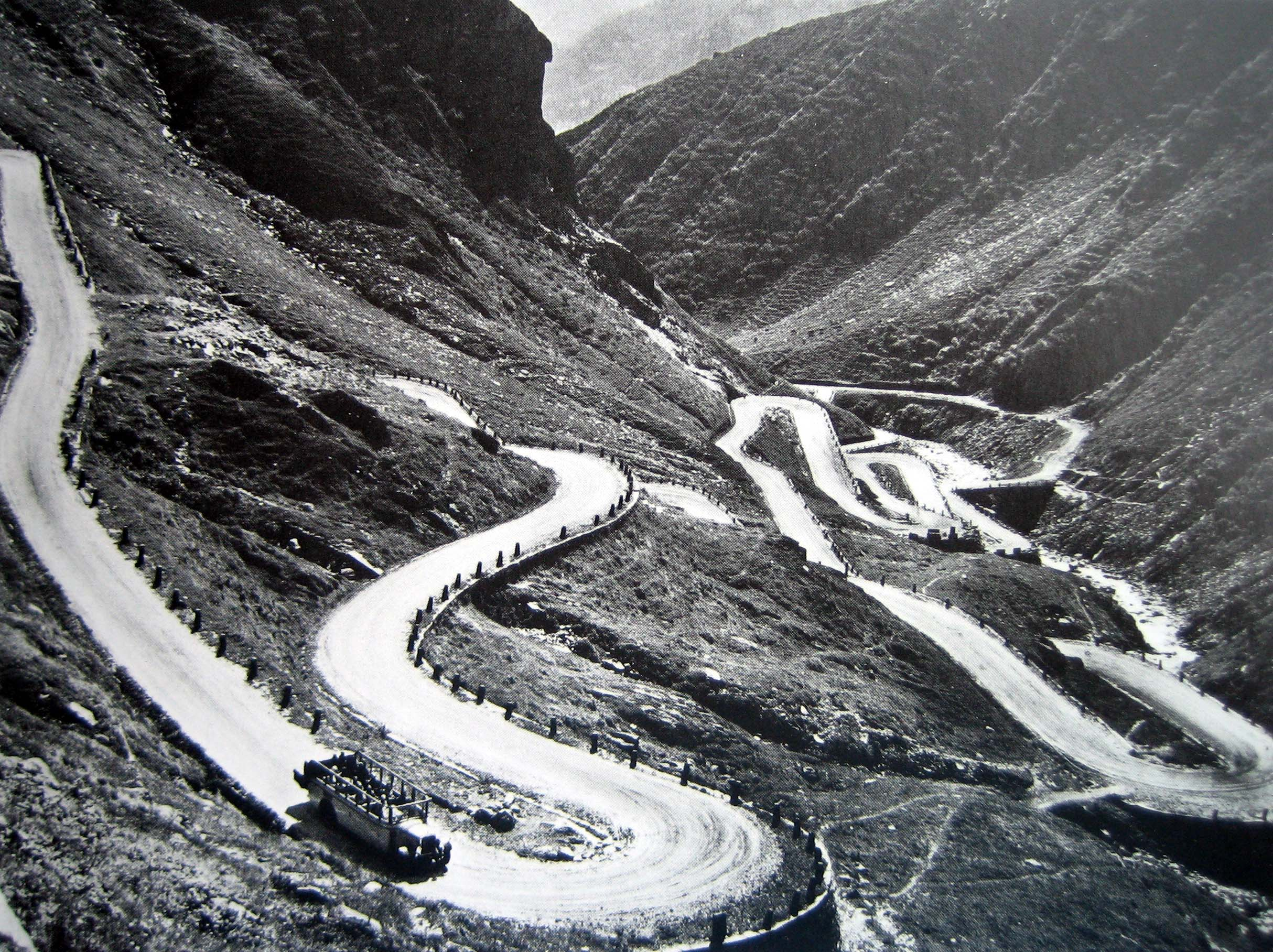
Tremola 1928
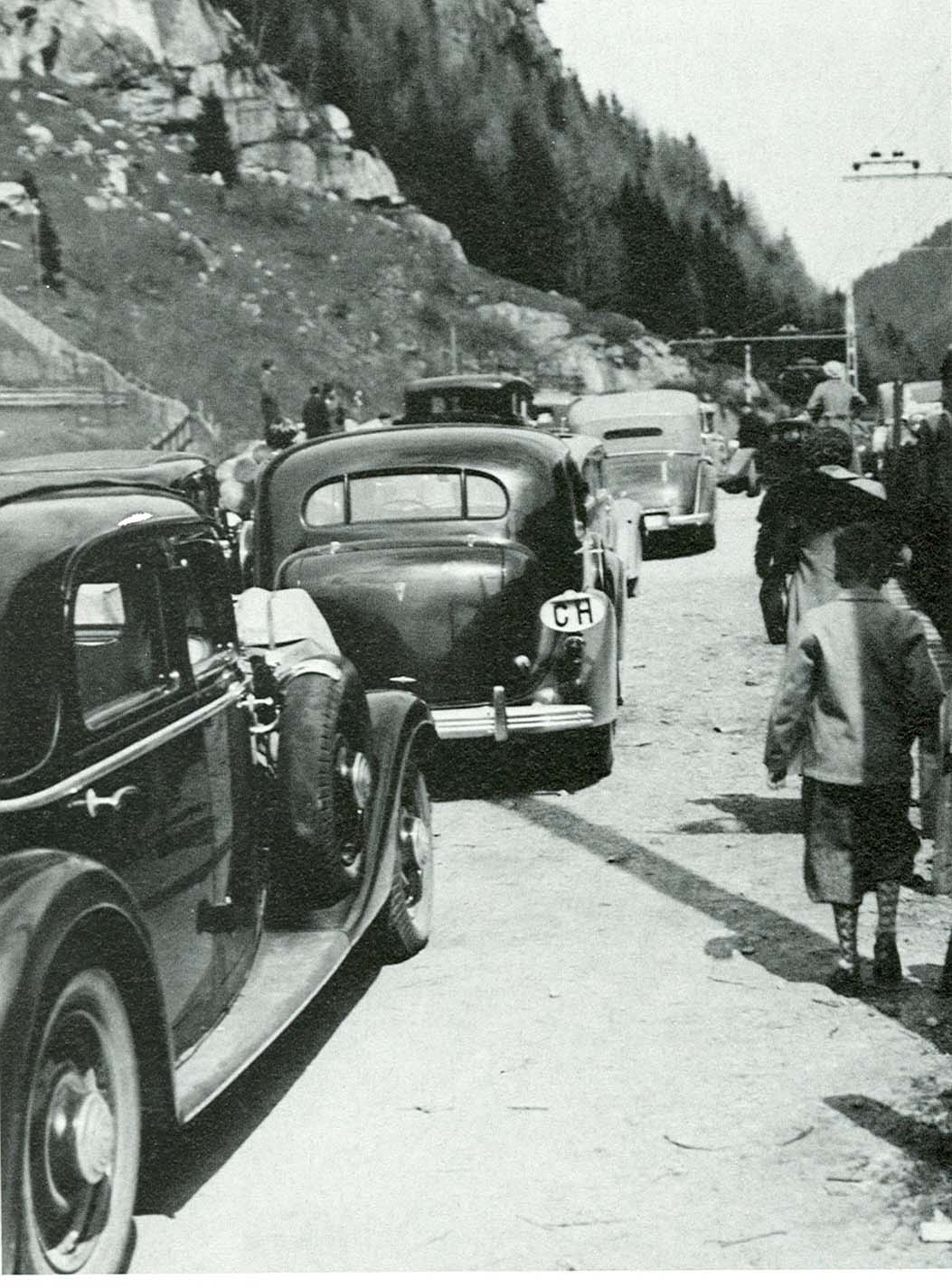
Automobilová doprava na Gotthardu ve 30. letech 20. století
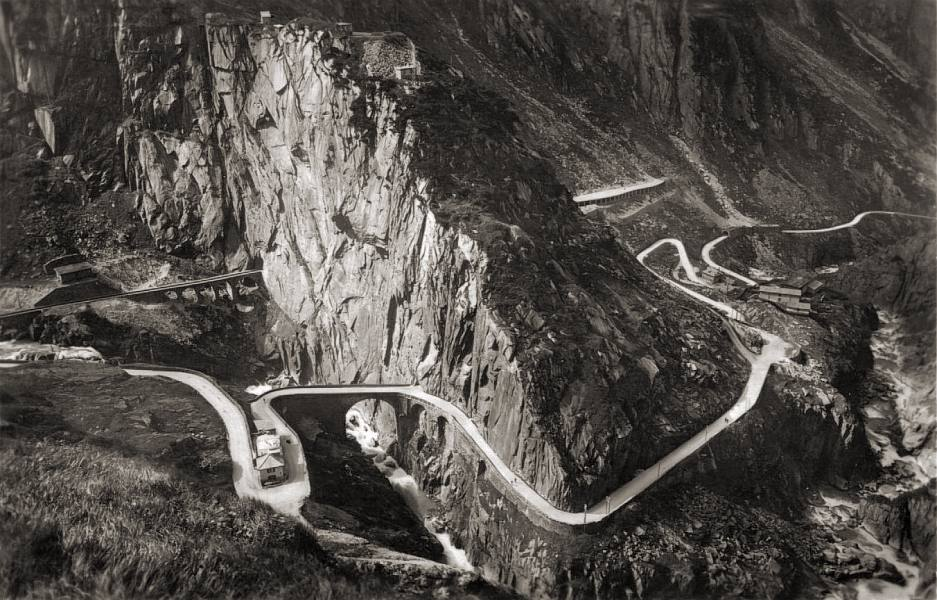
Schöllenen v roce 1953
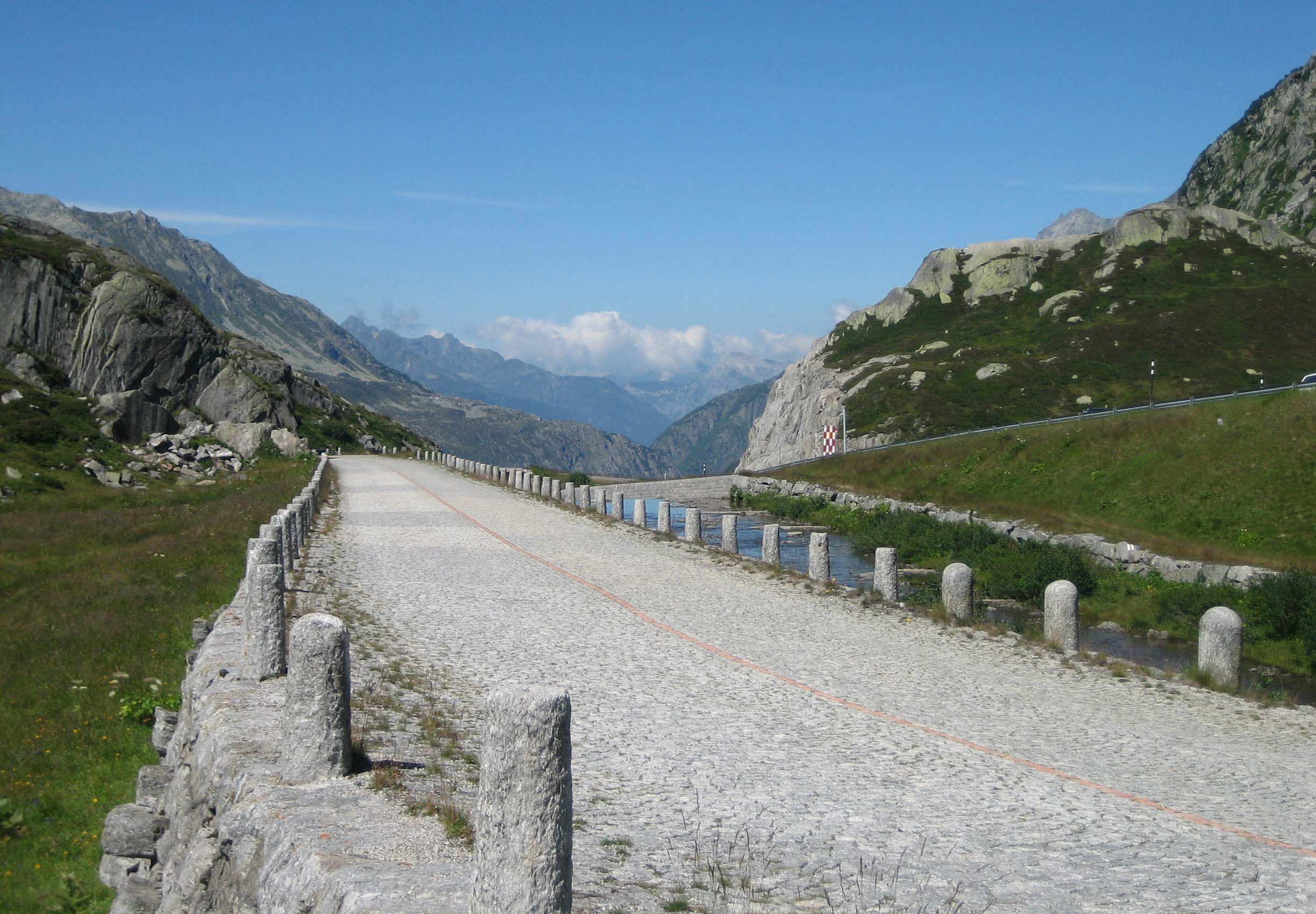
Stará cesta severně od hospice

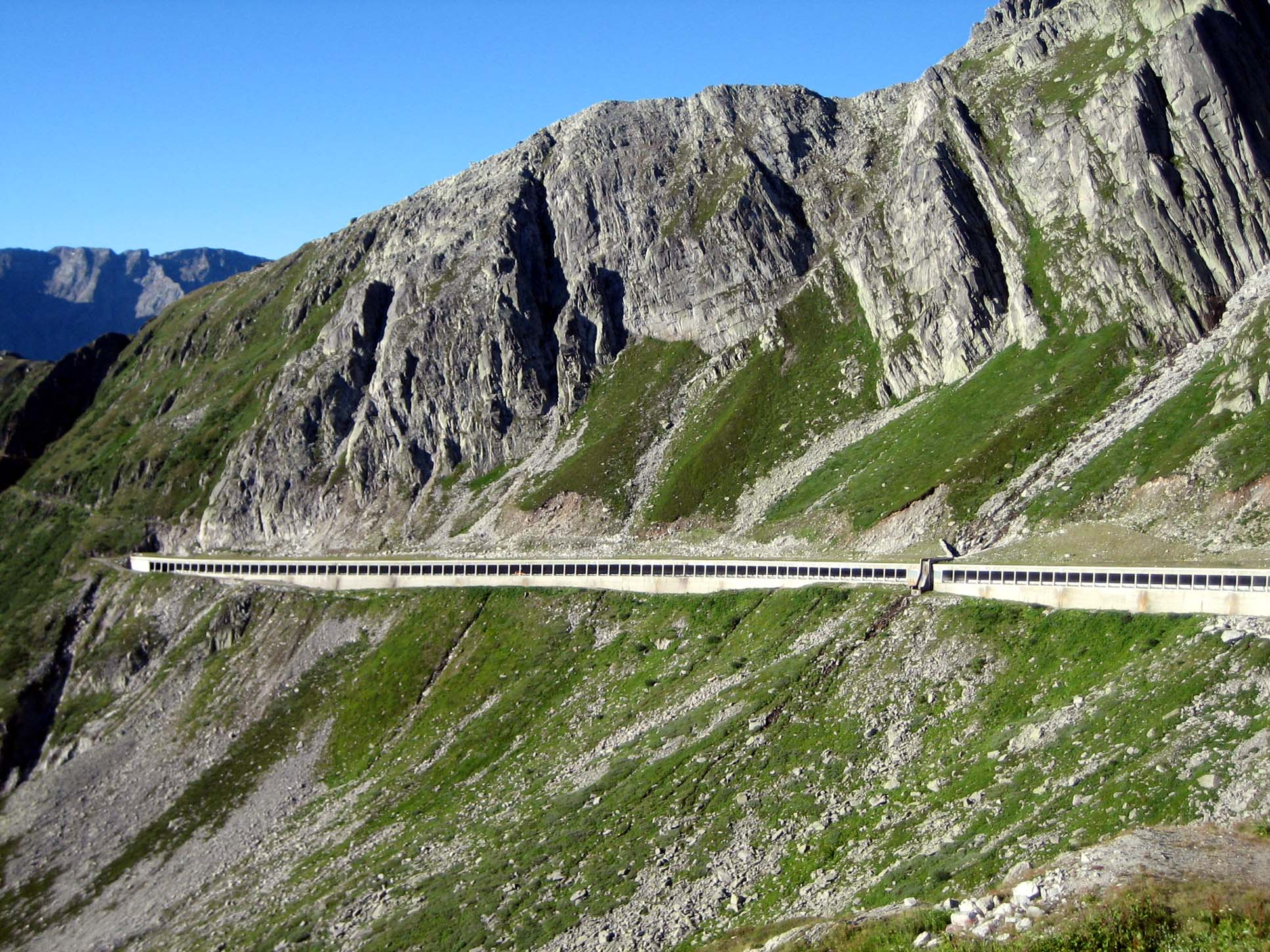
Galerie nad Tremolem

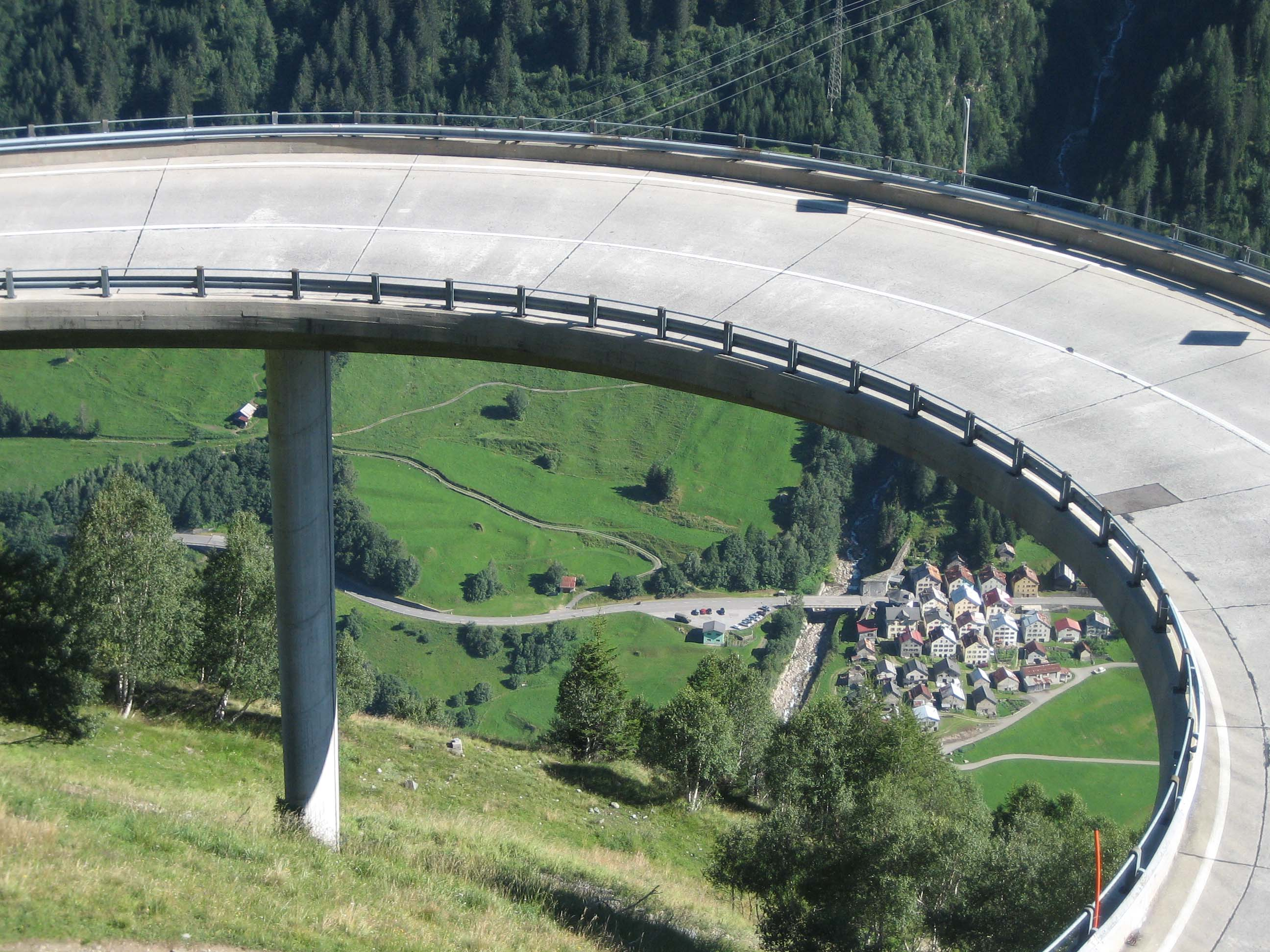
Pohled do údolí Val Bedretto

Od roku 1953 zahájil kanton Uri úplné rozšíření silnice Schöllenen. Urnerloch byl rozšířen a byl postaven nový Ďáblův most. V létě 1967 mohla být otevřena první část nové silnice Tremola; zbytek silnice Tremola však mohl být využíván až do roku 1977. Nová silnice s novou trasou, třinácti mosty, tunelem a dlouhými lavinovými galeriemi obchází starou Tremolastrasse na velkém území. V létě 1983 byl v rámci hlavní silnice 2 otevřen pro dopravu poslední úsek nové gotthardské silnice, obchvat Andermattu. Stará silnice Tremola mezi vrcholem průsmyku a Motto Bartola nyní tvoří hlavní silnici 561.
V letech 2009 až 2011 byla Tremola velkoryse restaurována s množstvím betonu, což se setkalo s kritikou historiků umění a Spolkového úřadu pro silnice.
Ale i tato nová gotthardská silnice byla pouze dočasným řešením, zejména proto, že průsmyk je každou zimu na několik měsíců uzavřen. Brzy bylo jasné, že výstavba hřebenového tunelu je nevyhnutelná. A tak po necelých dvou desetiletích ztratila význam i nová gotthardská silnice, když bylo 5. září 1980 otevřením dálničního tunelu vytvořeno zimní bezpečné spojení pod Gotthardem.

## Telekomunikace

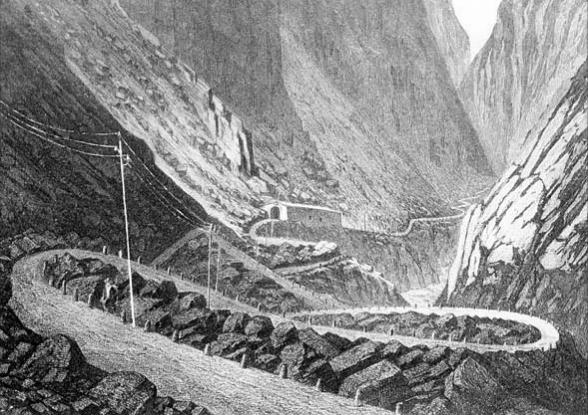
Telegrafní linka na Gotthardu kolem roku 1850/1870

Gotthard byl využíván také pro poštovní a telekomunikační účely: již v roce 1852 Gotthard překračovalo nadzemní elektrické telegrafní vedení. V roce 1882 byl nahrazen kabelem v železničním tunelu. V roce 1900 byl souběžně položen telefonní kabel. V roce 1979 byl nahrazen dvanáctižilovým koaxiálním kabelem.

## Tunel
Gotthardský železniční tunel Gotthardské dráhy byl postaven v letech 1872 až 1882. Většinou byli zaměstnáváni italští gastarbeiteři. Během prací na tunelu zahynulo 177 lidí včetně inženýra Louise Favra, který projekt řídil. Nově vybudovaná železniční trať znamenala pro Ticino hospodářský rozmach. V Airolu stojí pomník obětem stavby železničního tunelu, který vytvořil umělec Vincenzo Vela.
Gotthardský silniční tunel byl postaven v letech 1970 až 1980 a otevřen 5. září 1980. Je středobodem švýcarské státní silnice A2 z Basileje do Chiassa, a tím i nejkratším evropským dálničním spojením mezi Hamburkem a Sicílií. Dne 24. října 2001 došlo v tunelu ke srážce dvou nákladních automobilů, při níž zahynulo jedenáct lidí.
Na konci roku 2016 byl uveden do provozu Gotthardský úpatní tunel, nový železniční tunel mezi Erstfeldem a Bodiem, který je ústředním prvkem nového železničního spojení přes Alpy (NRLA).

## Větrné turbíny
Na vrcholu průsmyku (Parco eolico del San Gottardo) bylo postaveno pět větrných turbín Enercon E-92. Jejich celkový instalovaný výkon je 11,75 MW a očekává se, že ročně vyprodukují 16 až 20 GWh elektřiny, což je tolik, jako malá vodní elektrárna. Větrné turbíny mají stožáry vysoké 98 metrů a průměr rotoru 92 metrů. Byly slavnostně otevřeny v říjnu 2020. V blízkosti se nachází elektrické vedení, například do elektrárny Lucendro, která může odebírat vyrobenou elektřinu.

## Fotogalerie

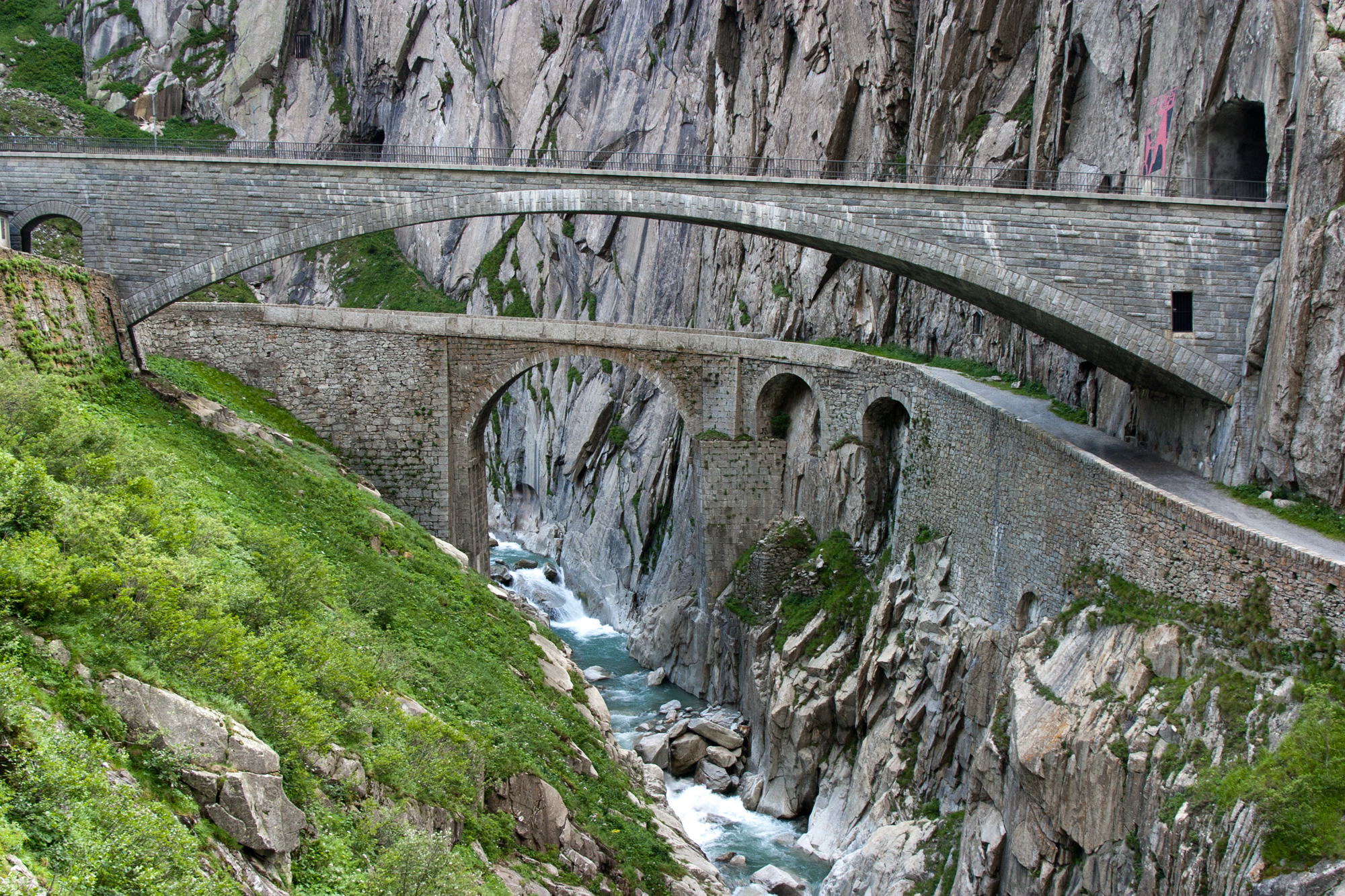
Starý a nový Čertův most v soutěsce Schöllenen
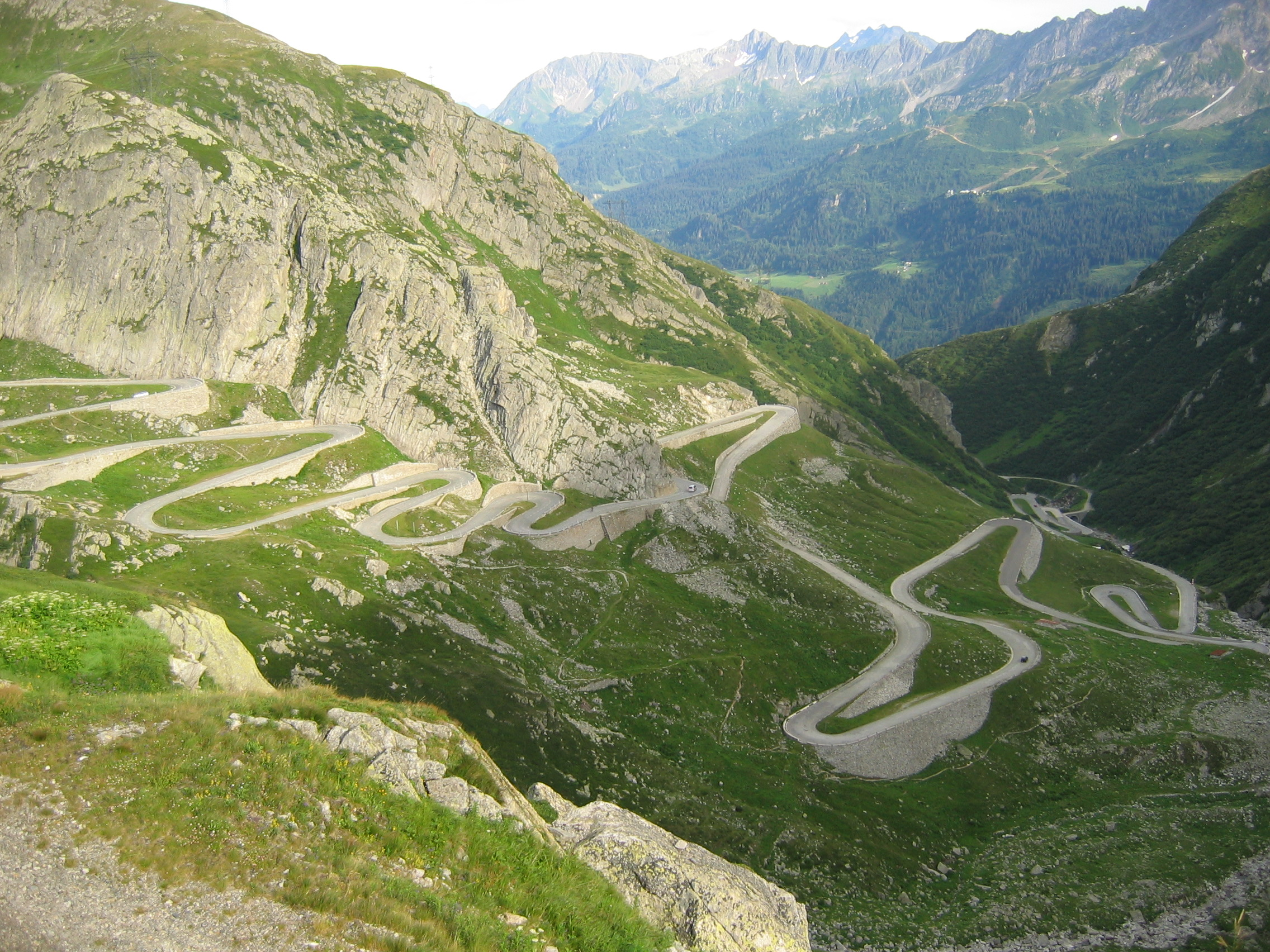
Stará průjezdní cesta v údolí Val Tremola
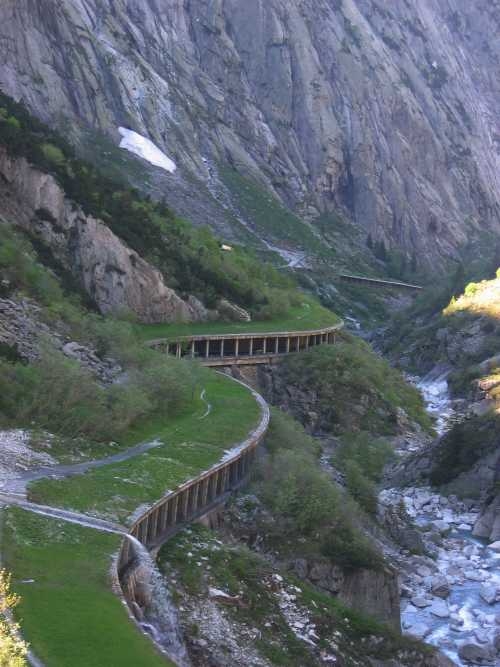
Severní rampa se soutěskou Schöllenen
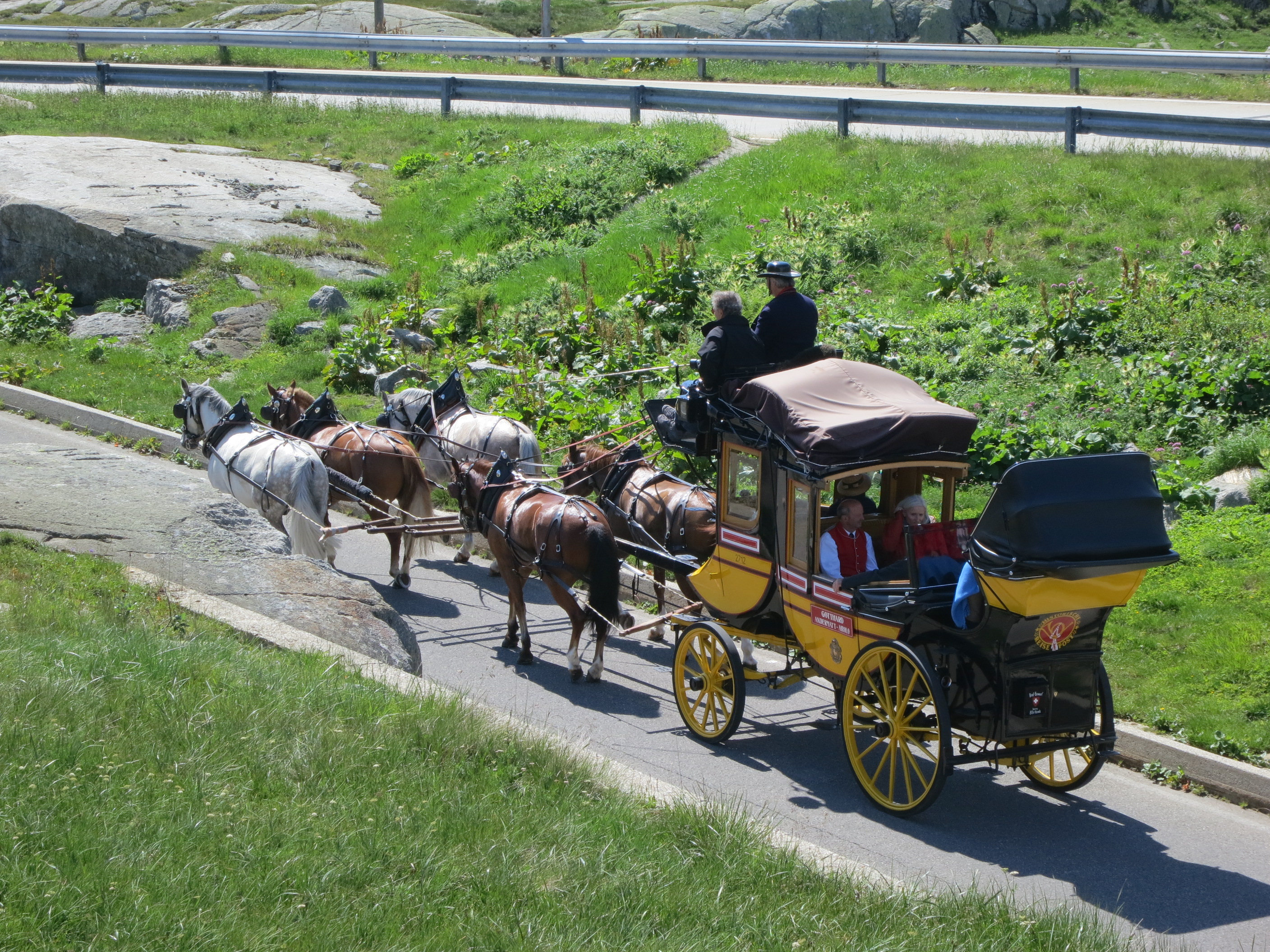
Dostavník, 2013
Fibbia platten od hospicu
Silnice v průsmyku Tremola. Historický letecký snímek od Wernera Friedliho (fotograf) (1964)
Památník letců z Guexu u gotthardského hospice. Historická fotografie L. Wehrliho (1948)
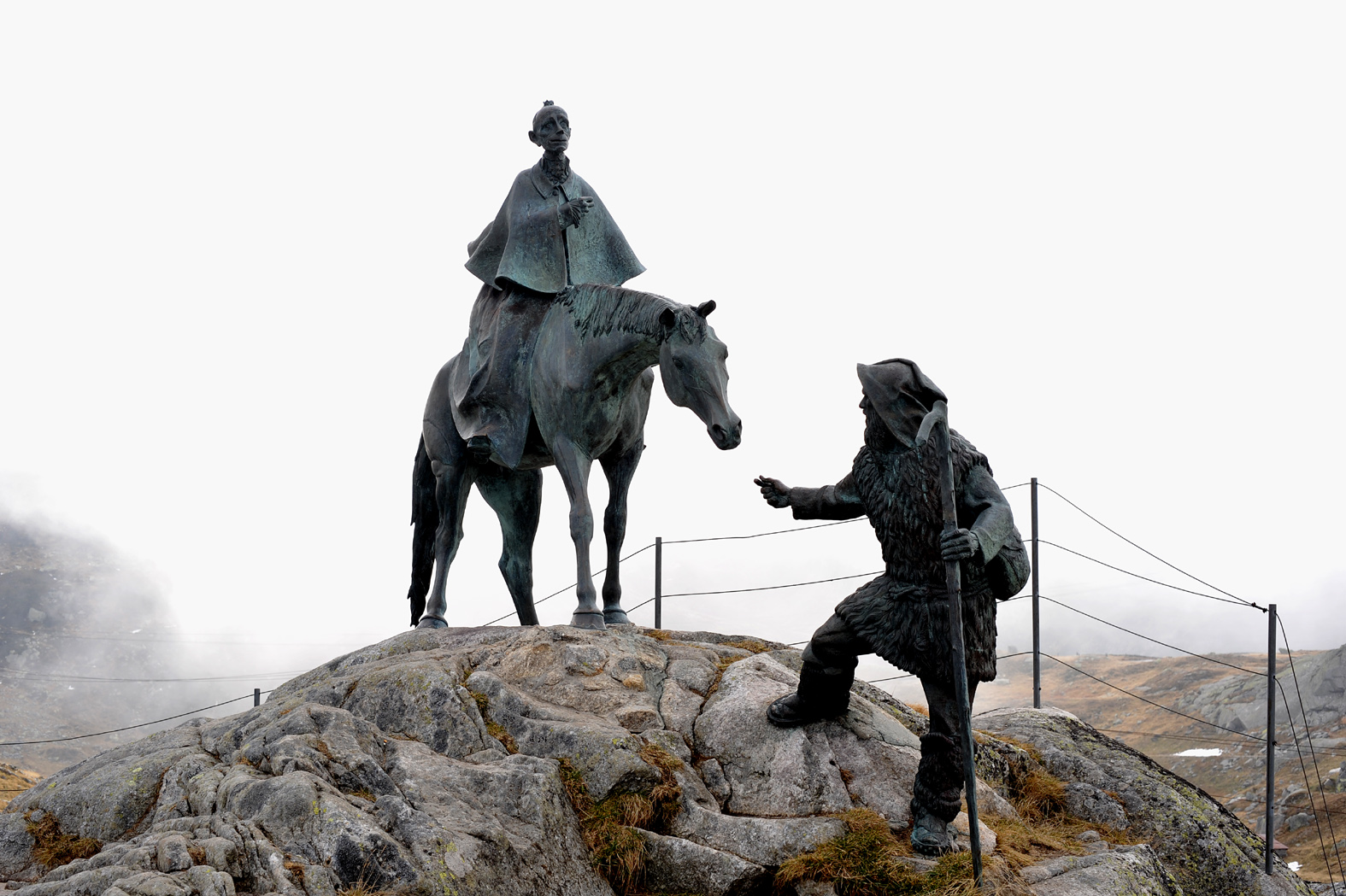
Generalissimus Alexander Suworow se svým průvodcem Antoniem Gambou z Taverny při přechodu Gotthardského průsmyku v roce 1799 (D. N. Tugarinow, 1999)